# Grand-Théâtre (Bordeaux)
Pour les articles homonymes, voir Grand Théâtre.
Résidence
Le Grand-Théâtre de Bordeaux, commandé par le maréchal de Richelieu, gouverneur de Guyenne, et édifié par l'architecte Victor Louis, a été inauguré le 7 avril 1780 avec la représentation de l'Athalie de Jean Racine.
Classé monument historique en 1899, réminiscence de l'Antiquité par son péristyle, l'ouvrage de 88 mètres sur 47 de style néo-classique, s'inscrit dans l'opulent urbanisme bordelais hérité du siècle des Lumières. Il abrite une salle de spectacle d'un millier de places, exemple parfait de théâtre à l'italienne.
Après plus de deux cents ans d'usages divers ou de transformations successives de ses salles comme de son environnement, il a retrouvé, à la fois sa décoration intérieure bleue, or et marbre blanc d'origine à l'occasion de sa dernière restauration en 1991 et sa perspective de temple des muses avec l'aménagement de la place de la Comédie et du cours du Chapeau-Rouge en 2006.
Le Grand-Théâtre est aujourd'hui le siège de l'Opéra national de Bordeaux qui y programme sa saison lyrique et ses ballets. Il accueillait également les concerts symphoniques de l'Orchestre national Bordeaux Aquitaine avant l'ouverture de l'Auditorium de Bordeaux en 2013.

## Bordeaux auXVIIIesiècle

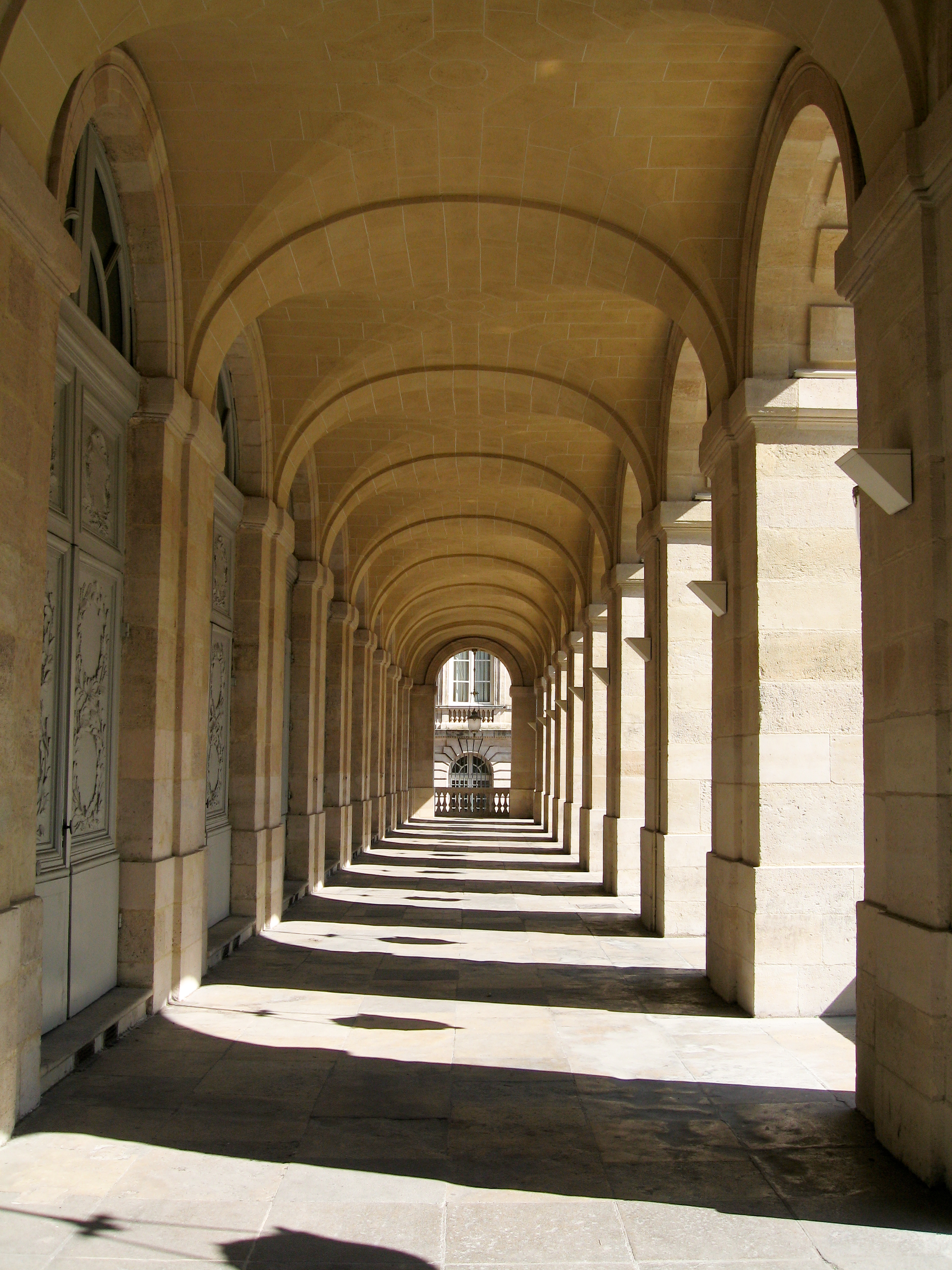
Les galeries latérales du Grand Théâtre accueillaient initialement des commerces.

À l'arrivée de Ange-Jacques Gabriel à Bordeaux en 1729, la cité est encore emprise entre les murailles du XIVe siècle. L'implantation de la place Royale au droit des quais va représenter une ouverture sur le fleuve et donc sur le monde, traduisant l'expansion économique et l'explosion démographique que connaîtra la ville durant ce siècle.
La politique d'embellissement urbain mise en œuvre par les intendants Boucher et Tourny a déjà transformé la cité médiévale lorsque Victor Louis découvre Bordeaux en 1773 : la création des places Royale, Dauphine, d'Aquitaine, des Allées de Tourny et du Jardin public s'inscrit dans cette philosophie des Lumières, donnant une nouvelle respiration à la ville à laquelle il ne manque plus que son théâtre.

## Les théâtres bordelais avant le Grand-Théâtre
Les premiers théâtres fixes, abritant des salles dites « à l'italienne », apparaissent dans la plupart des villes au milieu du XVIIIe siècle, souvent à l'initiative de l'intendant de la province.
À Bordeaux les jurats avaient fait construire en 1738 une salle en pierre dans les jardins de l'ancien l'hôtel de ville, alors situé à proximité de la Grosse-Cloche, sur les plans de l'architecte de la ville, Montégut, théâtre d'une capacité de 1 500 places qui fut détruit par un incendie dans la nuit du 28 au 29 décembre 1755.
Dans l'attente de la reconstruction nécessaire bien qu'hypothétique de l'hôtel de ville qui devait intégrer une nouvelle salle de spectacle, un théâtre fut aménagé en 1760 à l'entrée de la rue de la Corderie (actuelle rue Condillac) proche de la place Dauphine.
Donnés par la troupe permanente créée en 1761 par le maréchal de Richelieu, duc de Fronsac et gouverneur de la Guyenne, ou par les troupes de passage, comédie, tragédie et opéra voisinent alors avec le couvent des Récollets.
Le célèbre comédien Le Kain qui vint jouer à plusieurs reprises dans la salle de la Corderie y rencontra un franc succès mais sera accueilli, lors de sa dernière représentation, par des bourdonnements affectés au point d'être plusieurs minutes sans pouvoir commencer.
Cependant, les Bordelais, épris de théâtre, souhaitent voir ériger, à l'instar de Lyon ou Montpellier, une salle de spectacle digne de la grandeur nouvelle de leur ville. Pour cela une société d'actionnaires se monte pour construire un nouveau théâtre. En 1771, l'architecte Lhote, ayant reçu les faveurs de Soufflot et des Bordelais apparaît le mieux placé pour réaliser son projet. Cependant, le maréchal-duc de Richelieu, lui-même actionnaire de la société, gouverneur de Guyenne, disposant d'une grande influence, parvient à imposer l'architecte parisien Victor Louis dont il s'était attaché les services pour le remodelage de son hôtel particulier parisien,.

## Réalisation du projet (1773-1780)

### Influence maçonnique?
Le maréchal-duc de Richelieu, petit-neveu du Cardinal, nommé gouverneur de la Guyenne en 1755 est franc-maçon. Il demande à l'architecte Victor Louis (1731-1800), affilié en 1775-1779 à la loge la « Française de l'Orient » de Bordeaux, la construction du Grand-Théâtre. La première pierre est posée, le 13 avril 1776 (première pierre symbolique puisque, trois ans après le début des travaux, le gros œuvre est déjà bien avancé), par Louis-Philippe d'Orléans alors Grand Maître des maçons français.
La construction du Grand-Théâtre est financée par les négociants francs-maçons bordelais de la « loge l'Amitié » fondée en 1746 ; cette loge accueillait des membres du grand négoce. La construction « n'arbore apparemment pas de symboles spécifiquement maçonniques ». Toutefois l'écrivaine Florence Mothe considère que l'on peut y déceler la présence de nombreux symboles maçonniques.

### Les travaux
Construit entre 1773 et 1780 sur les glacis du château Trompette à l'emplacement du forum gallo-romain où se trouvait le « temple des Piliers de Tutelle », du nom de la déesse Tutela protectrice de la ville.
À l'est, le sol vaseux de la Garonne impose à Victor d'installer 240 pilotis. La construction s'interrompt sous la volonté du roi mais l'architecte réussit à le convaincre de la faire reprendre.
Le coût de la construction du gros œuvre et de la décoration a atteint 2 436 523 livres et 19 sols.

#### «Clou de Louis»
La galerie de la façade principale est constituée d'une voûte plate à caissons. Afin de récupérer les efforts aux extrémités de la galerie, les deux caissons extrêmes possèdent des pierres taillées en diagonale et des tirants métalliques. Ainsi l'architecte Victor Louis a mis en place une armature en fer dans les deux caissons d'angle, non visible, afin de relier les douze colonnes corinthiennes et l'architrave au mur de la façade. Ce dispositif constructif novateur permet de reporter les efforts vers les murs latéraux et ainsi évite la construction d'une culée. Ce principe, similaire à celui du futur béton armé, est appelé le clou de Louis.

#### Matériaux
C'est l'appareilleur André Durand qui dirige les travaux de pierre pour le Grand-Théâtre.
Les fondations sont construites avec la pierre de Bourg. Les façades et le péristyle sont édifiés avec la pierre de Saint-Macaire, la pierre de Rauzan est utilisée pour l'escalier et la pierre de Barsac pour le dallage.

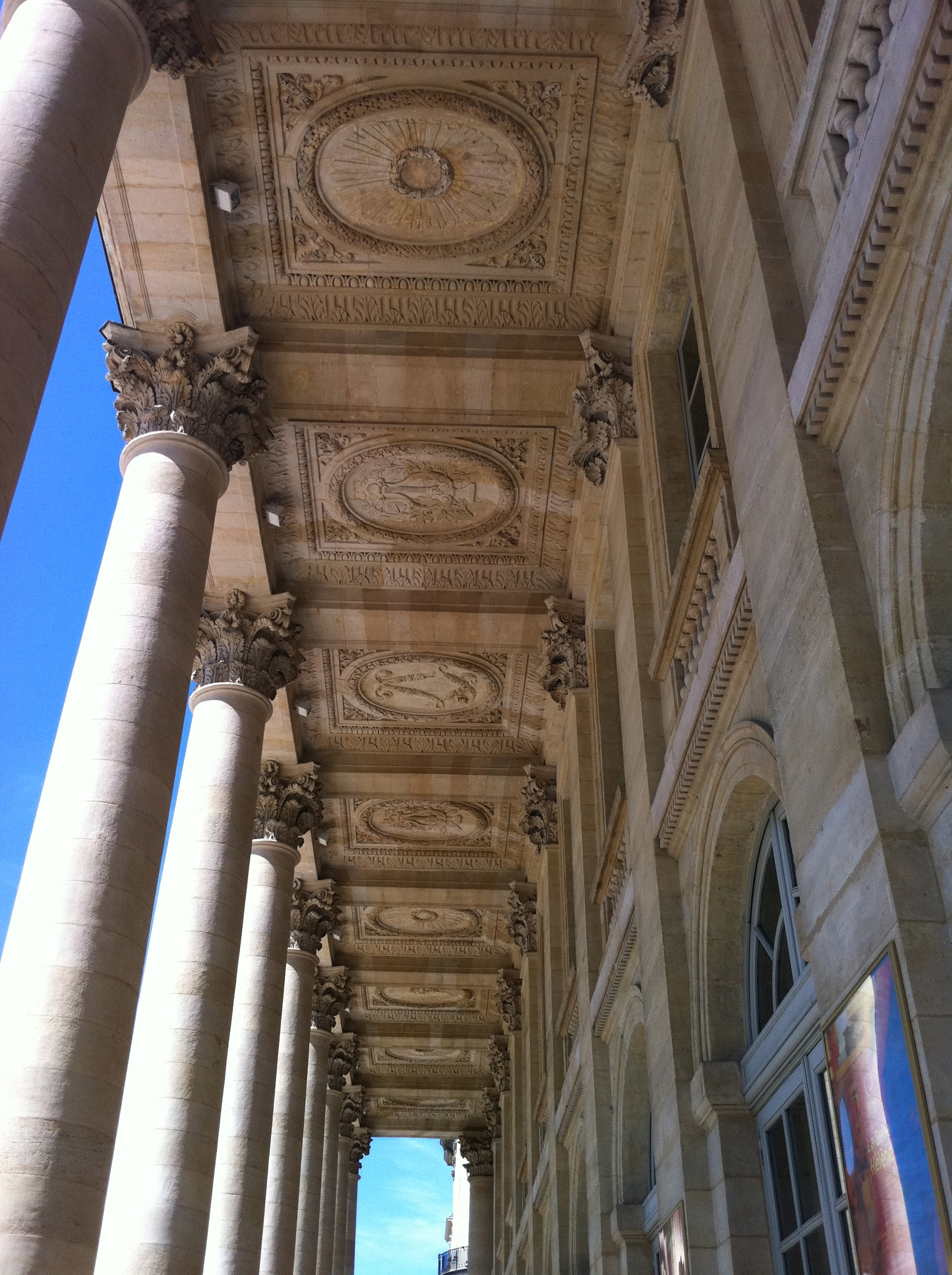
Portique.

### Extérieur
Éric Coron, directeur du service du Patrimoine et de l'Inventaire en Aquitaine, considère que le Grand-Théâtre est l'archétype classique, la massivité de la construction est atténuée par les galeries latérales (réservées initialement à des boutiques) et le portique constitué de colonnes corinthiennes. Victor Louis réinterprète l'espace sacré d'un temple dont la construction repose « sur un tracé régulateur et en partie modulaire ».

#### Lieu de distractions à l'origine
Pour Éric Coron, le Grand-Théâtre s'apparente aussi à la Basilique et au forum à l'antique en particulier avec la mise en relation de l'espace public et de l'espace culturel grâce aux galeries latérales accueillant le public des boutiques. En effet, les extérieurs du Grand-Théâtre sont conçus comme un espace de distractions et de promenades avec des boutiques dans les ailes nord et sud, trois cafés, onze appartements et des marchands ambulants qui s'installaient entre les colonnes.

#### Façade sur la place de la Comédie

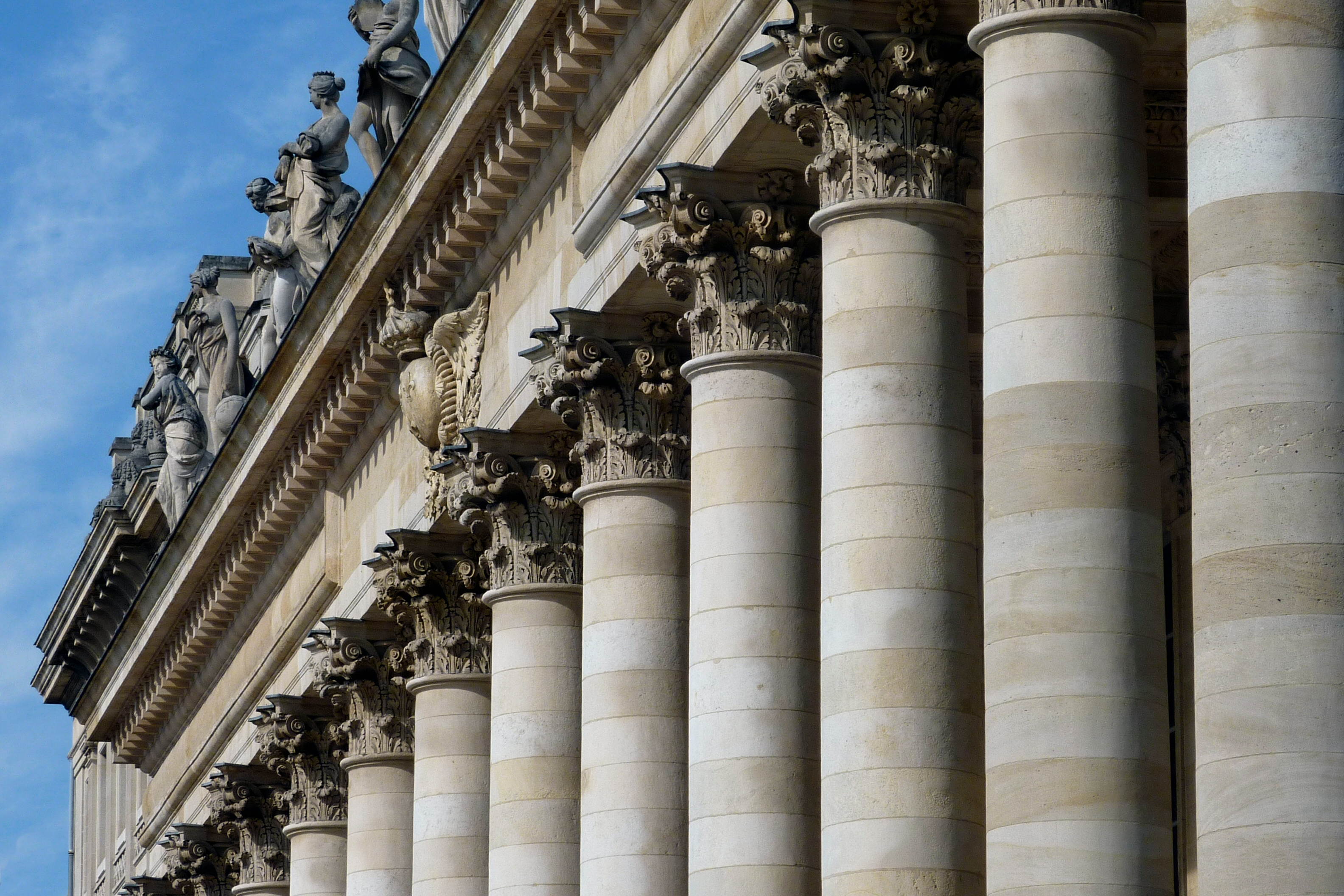
Détails de la façade.

Initialement , la place de la Comédie est au même niveau que le Grand-Théâtre. C'est en 1848 que l'escalier extérieur est créé avec l'abaissement du niveau de la place de la Comédie.
Long de 88 mètres, le péristyle de la façade est supporté par douze colonnes corinthiennes. Celles-ci sont maintenues par une armature métallique intérieure (le « clou »). La corniche est surmontée de 12 statues de pierre d'une hauteur de 2,3 mètres. Celles-ci ont été conçues par le sculpteur Pierre-François Berruer (1733-1797) : avec 3 déesses romaines (Junon, Vénus, Minerve) et les 9 muses grecques (Euterpe, Uranie, Calliope, Terpsichore, Melpomène, Thalie, Polymnie, Érato, Clio).
Pierre Berruer réalise lui-même quatre sculptures et son assistant Van den Drix exécute les huit autres selon les modèles du maître.

Les 12 statues sur le portique (de gauche à droite)
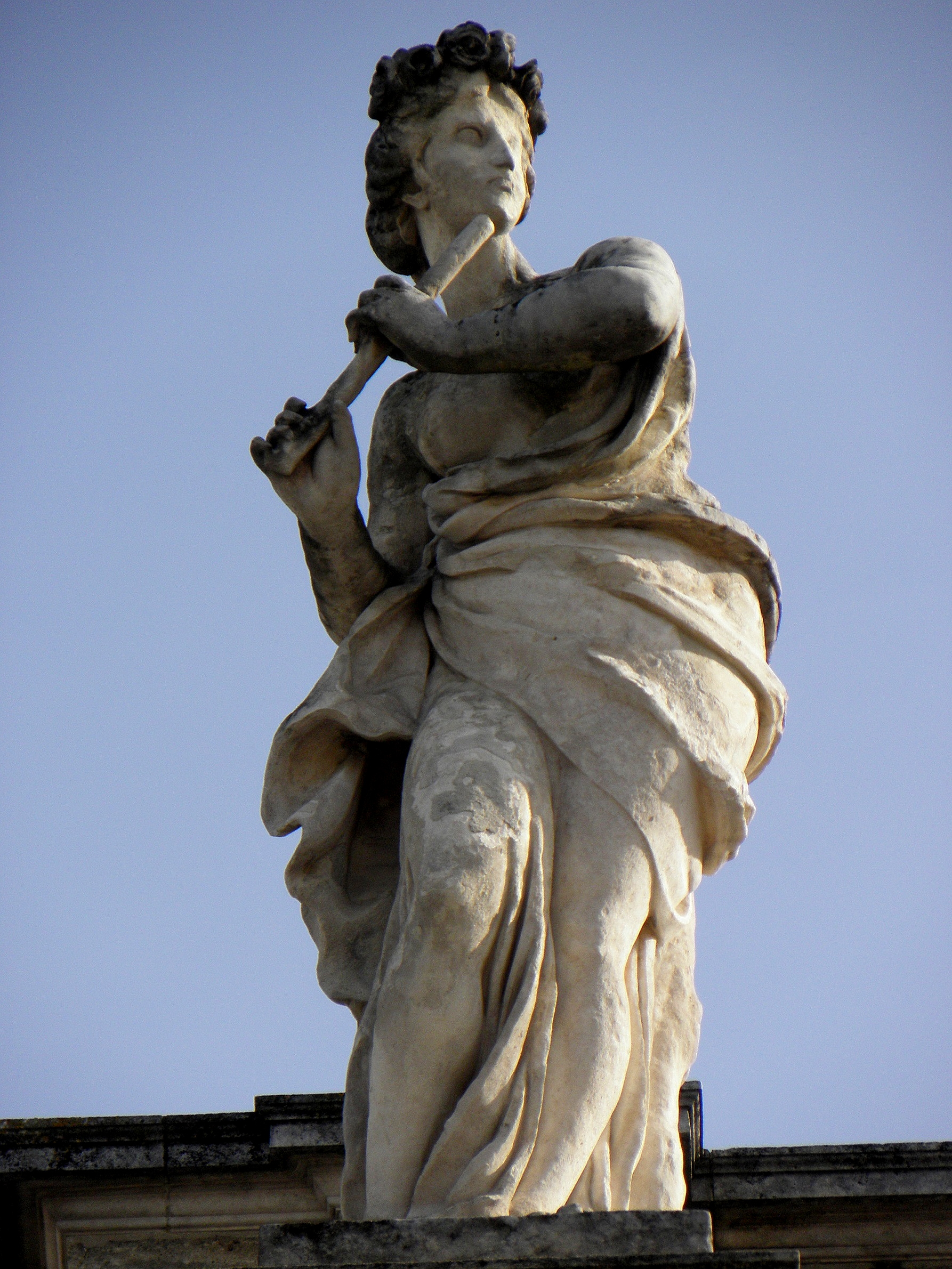
Euterpe, muse grecque de la musique ; attributs : flûte, couronne de rose ; Van den Drix.
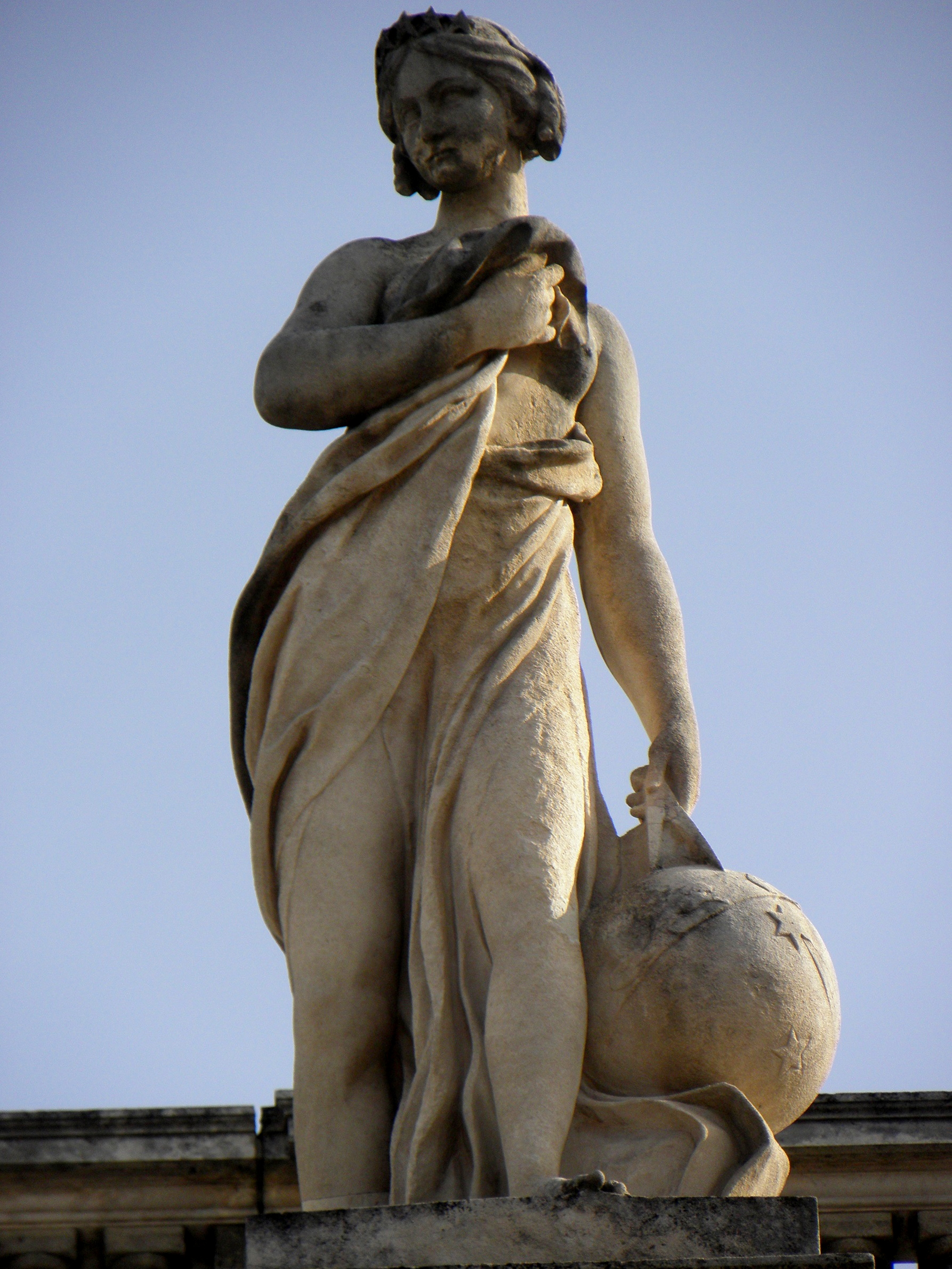
Uranie, muse grecque de l'astronomie ; attributs : compas à la main, globe à ses pieds et couronne d’étoiles ; Van den Drix.
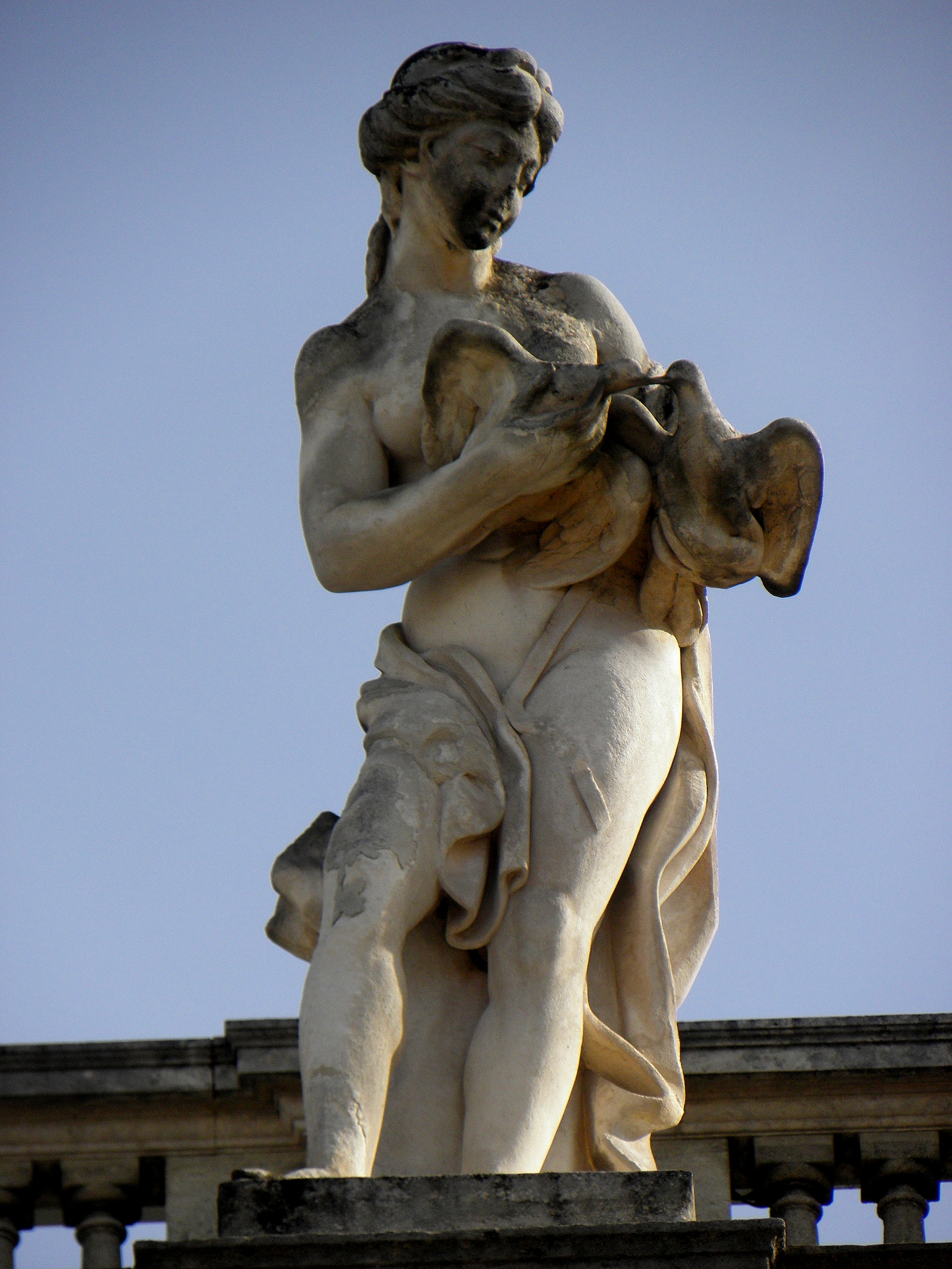
Vénus, déesse romaine de l'amour ; attributs : elle est à moitié nue et 2 colombes s’embrassant dans ses mains ; Van den Drix.
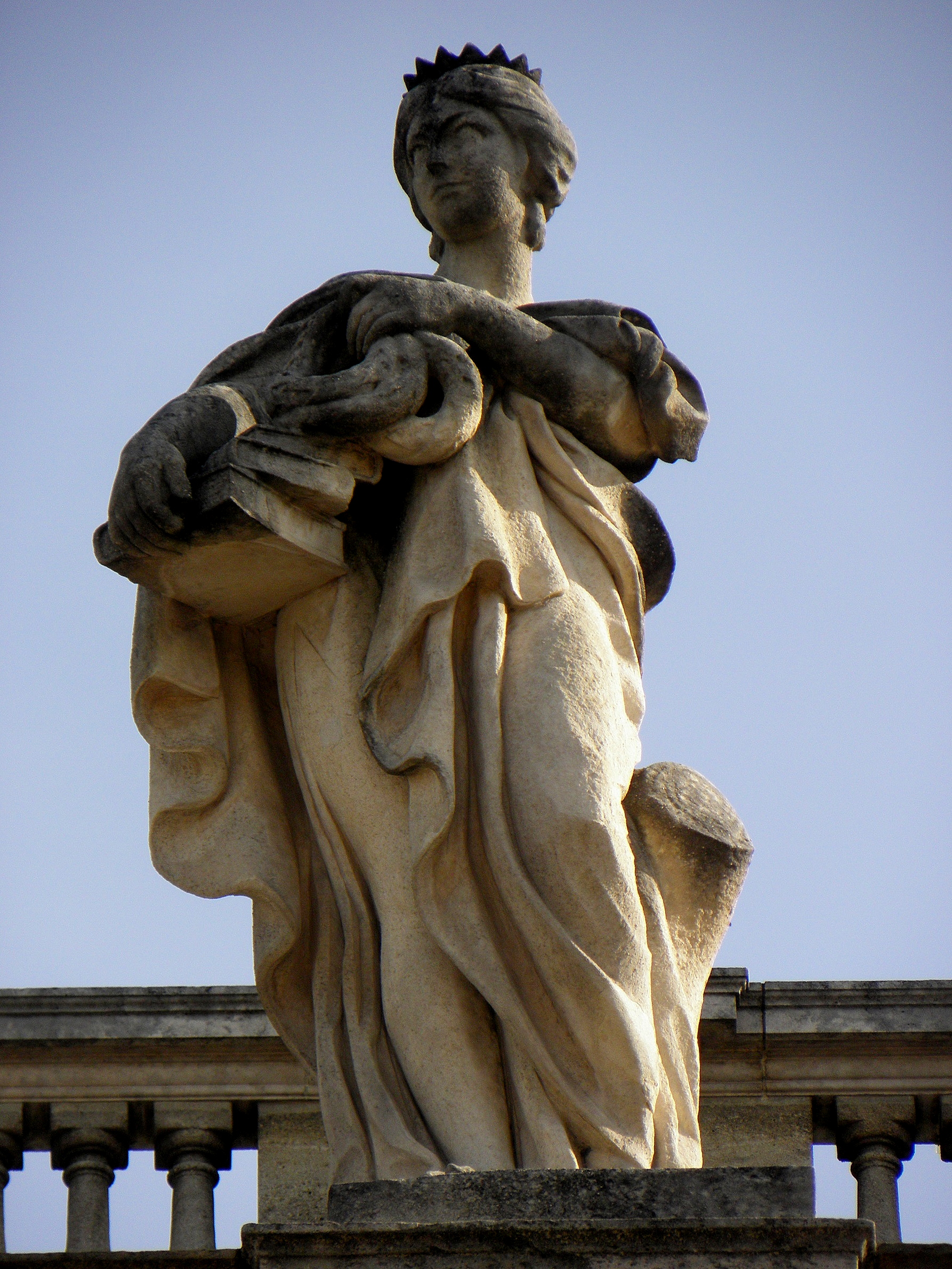
Calliope, muse grecque de la poésie épique et de l'éloquence ; attributs : des livres dans ses mains et couronne de lauriers ; Van den Drix.
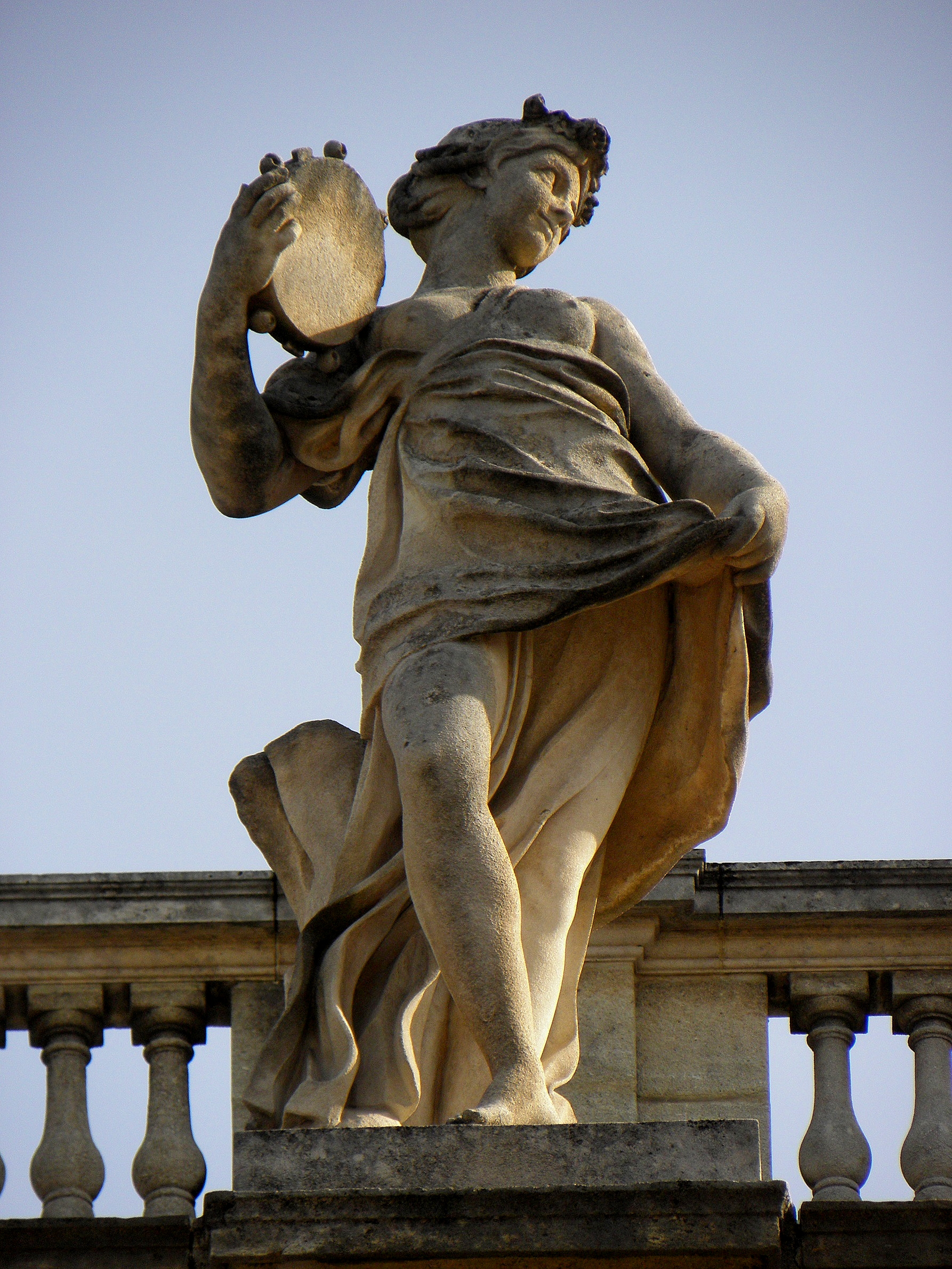
Terpsichore, muse grecque de la danse ; attributs : tambourin à la main, elle bouge et soulève son vêtement ; Pierre Berruer.
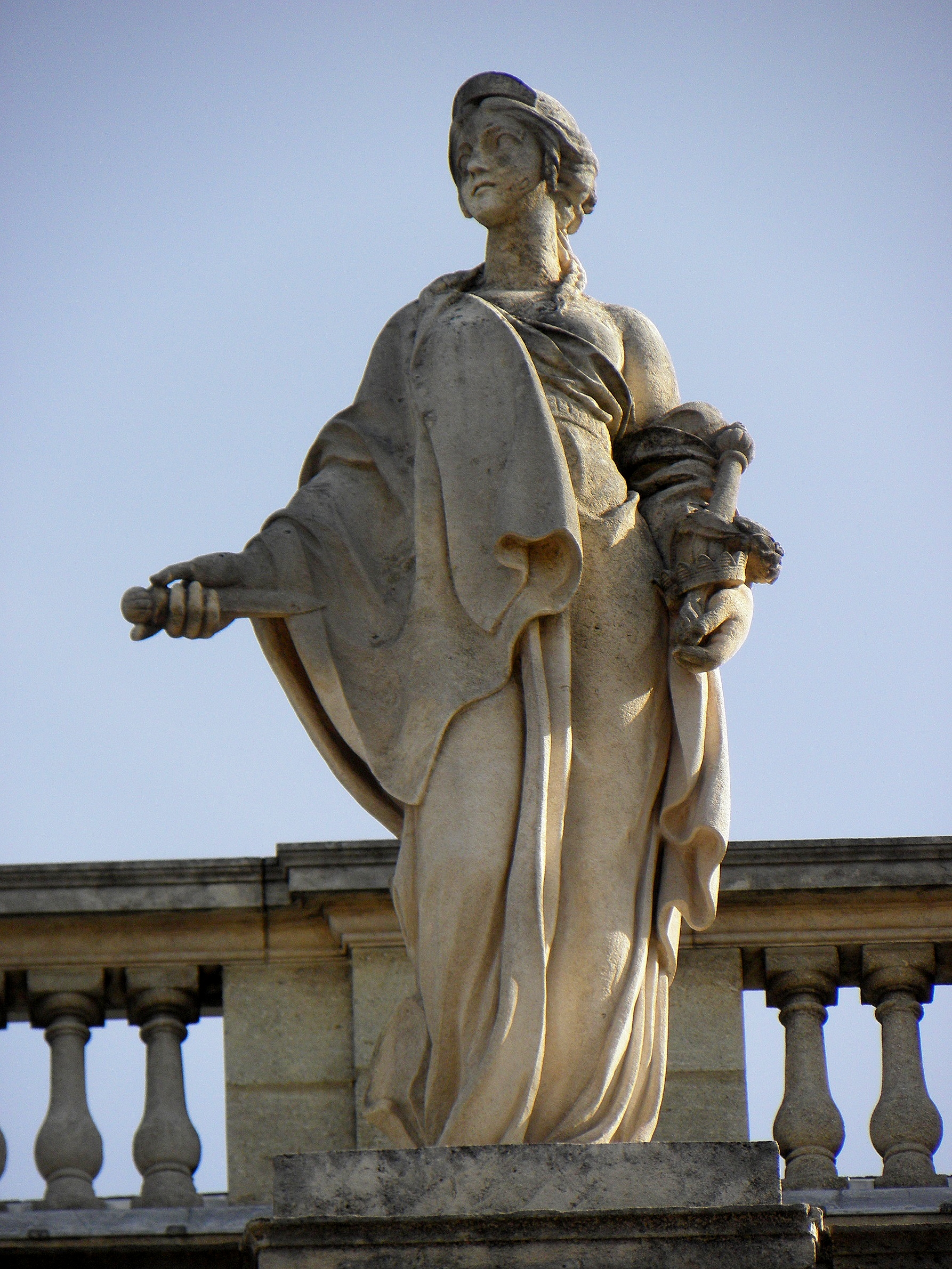
Melpomène, muse grecque de la tragédie ; attributs : poignard, sceptre et couronne ; Pierre Berruer.
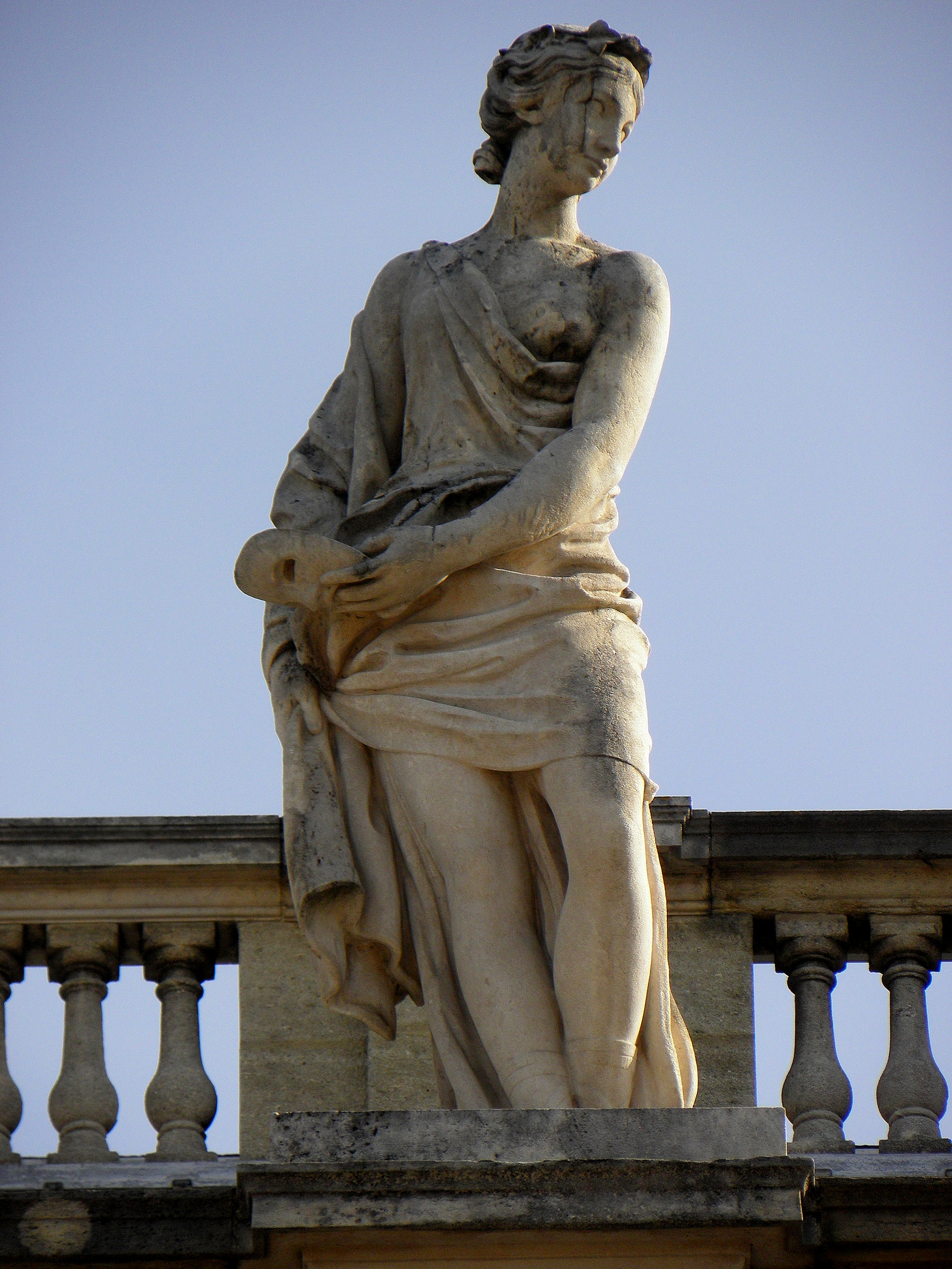
Thalie, muse grecque de la comédie ; attributs : masque comique qu’elle tient dans les mains ; Pierre Berruer.
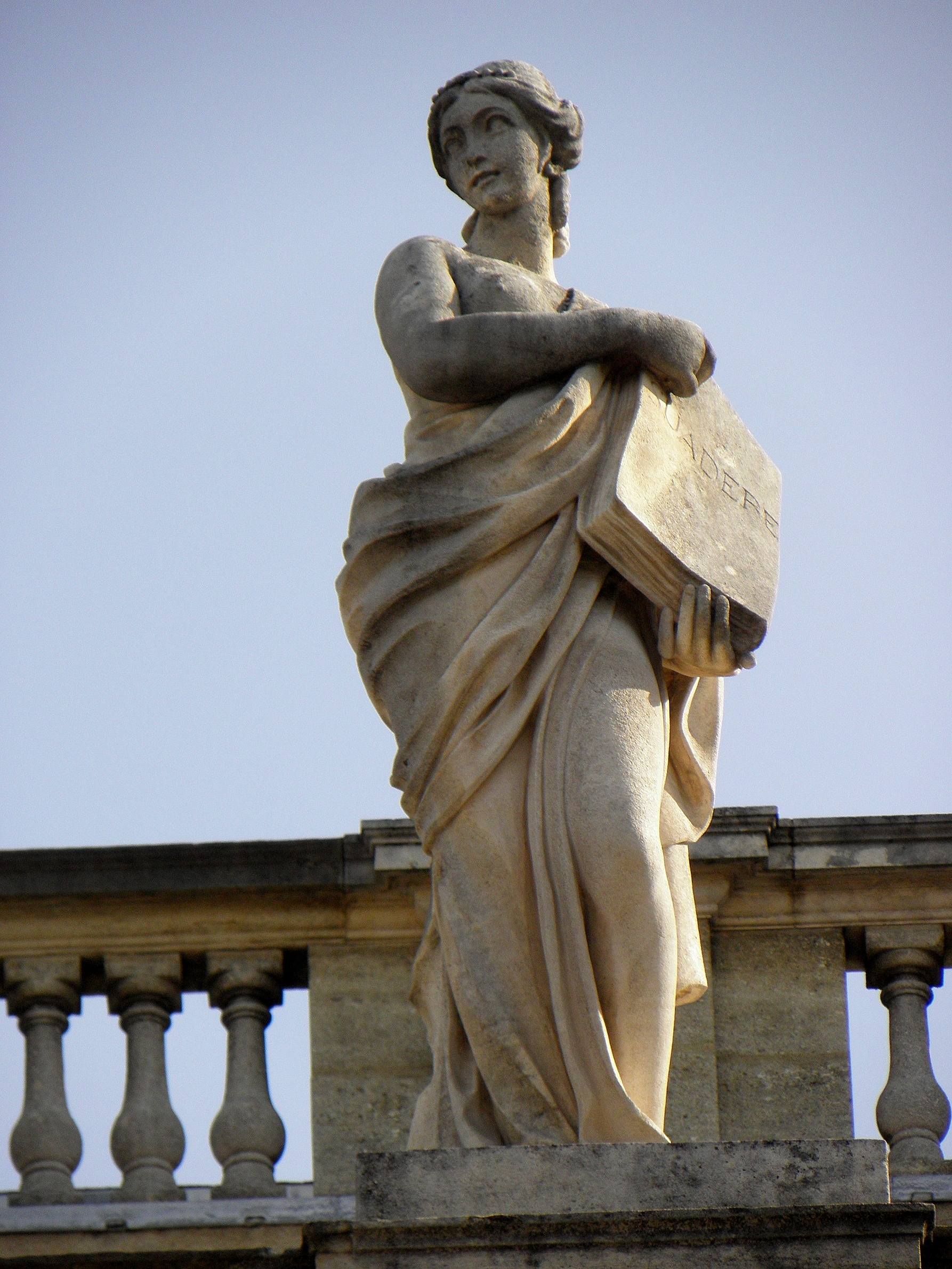
Polymnie, muse grecque de la rhétorique ; attributs : un grand livre tenu dans les mains ; Pierre Berruer.
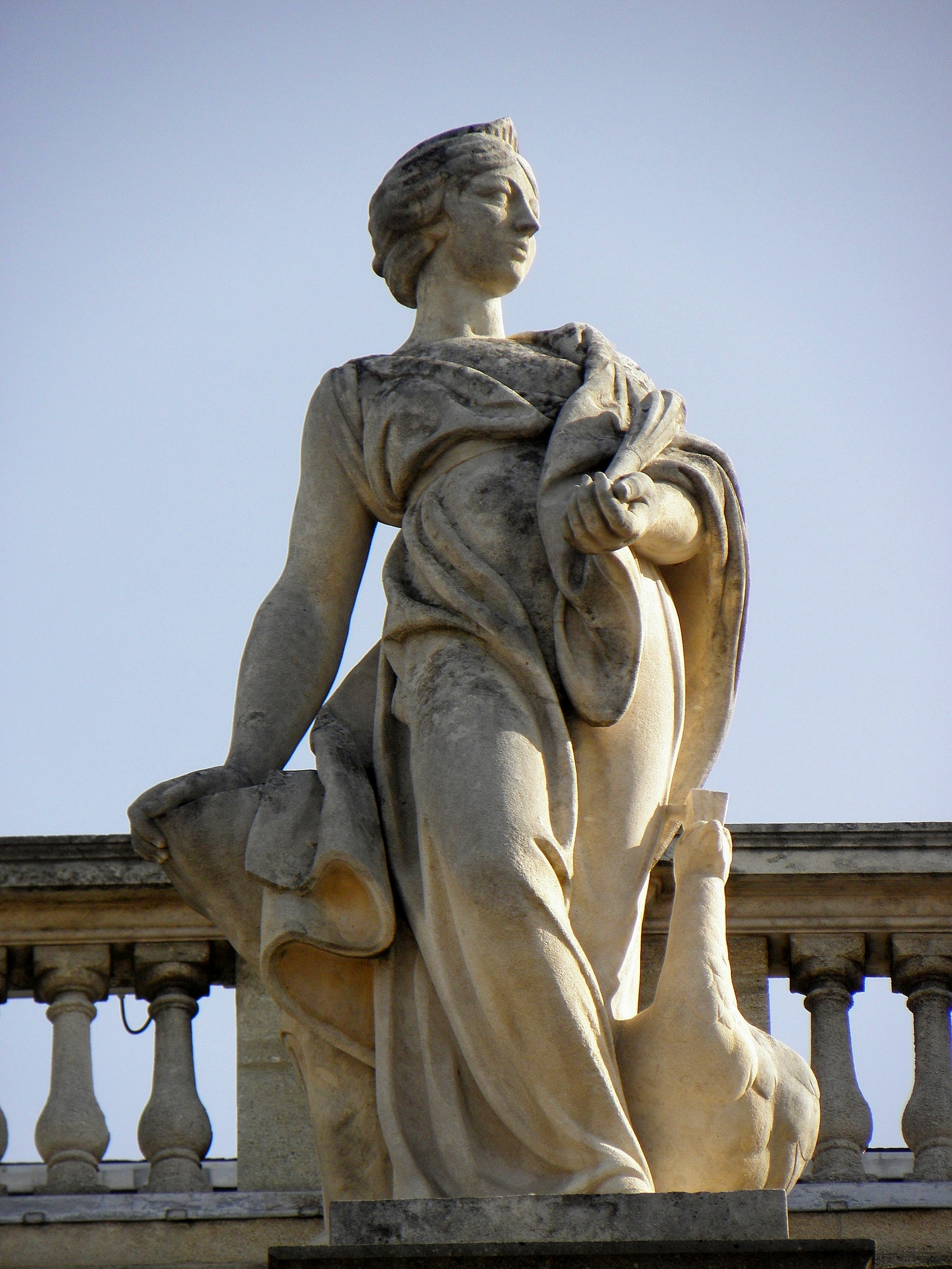
Junon, épouse de Jupiter et déesse romaine de la fécondité (de la femme et du mariage) ; attributs : paon, symbole de l’orgueil féminin, elle porte un diadème ; Van den Drix.
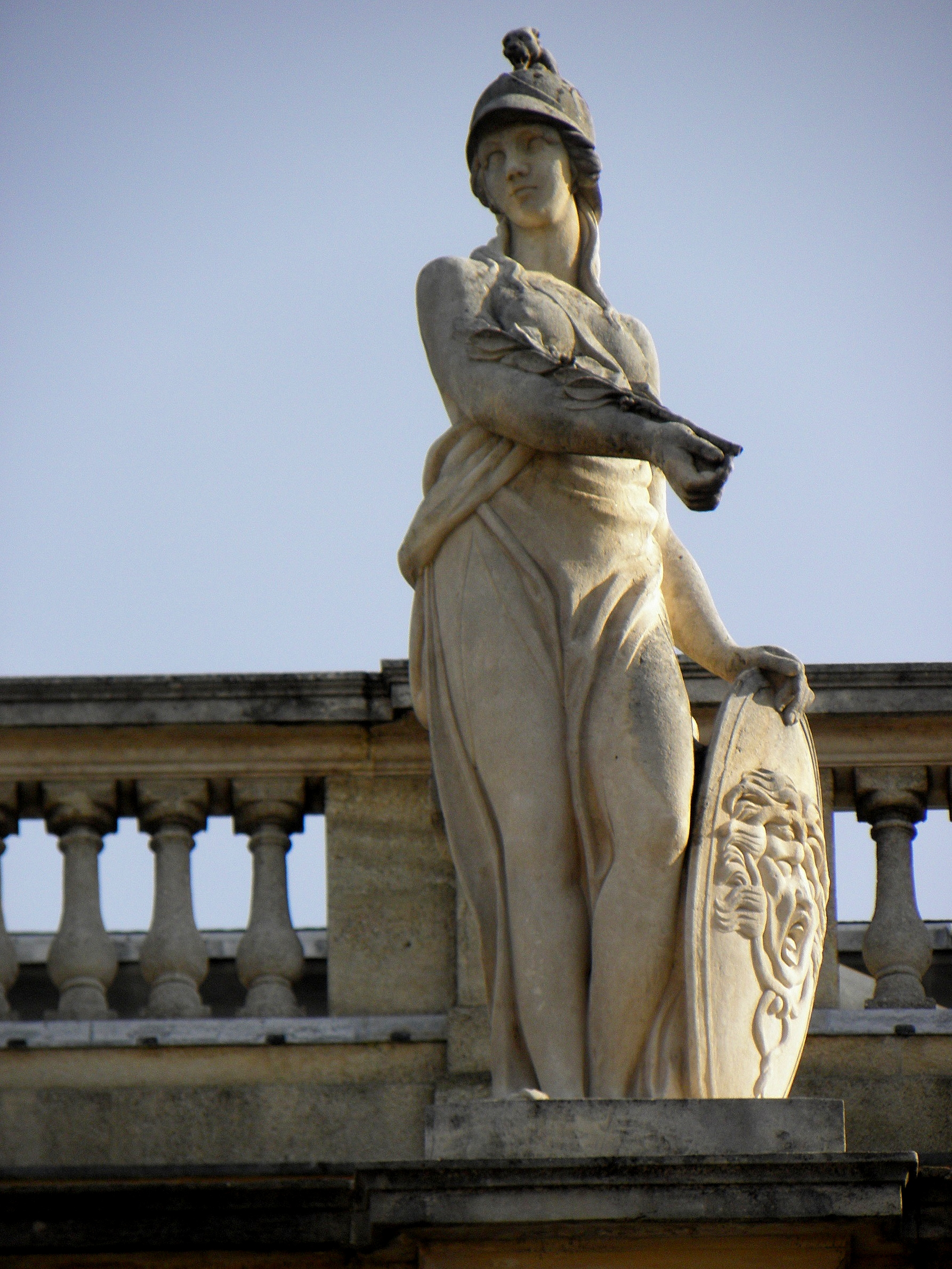
Minerve, déesse romaine de l'Artisanat et de la Sagesse ; attributs : casque et bouclier avec la tête de Méduse (égide) ; Van den Drix
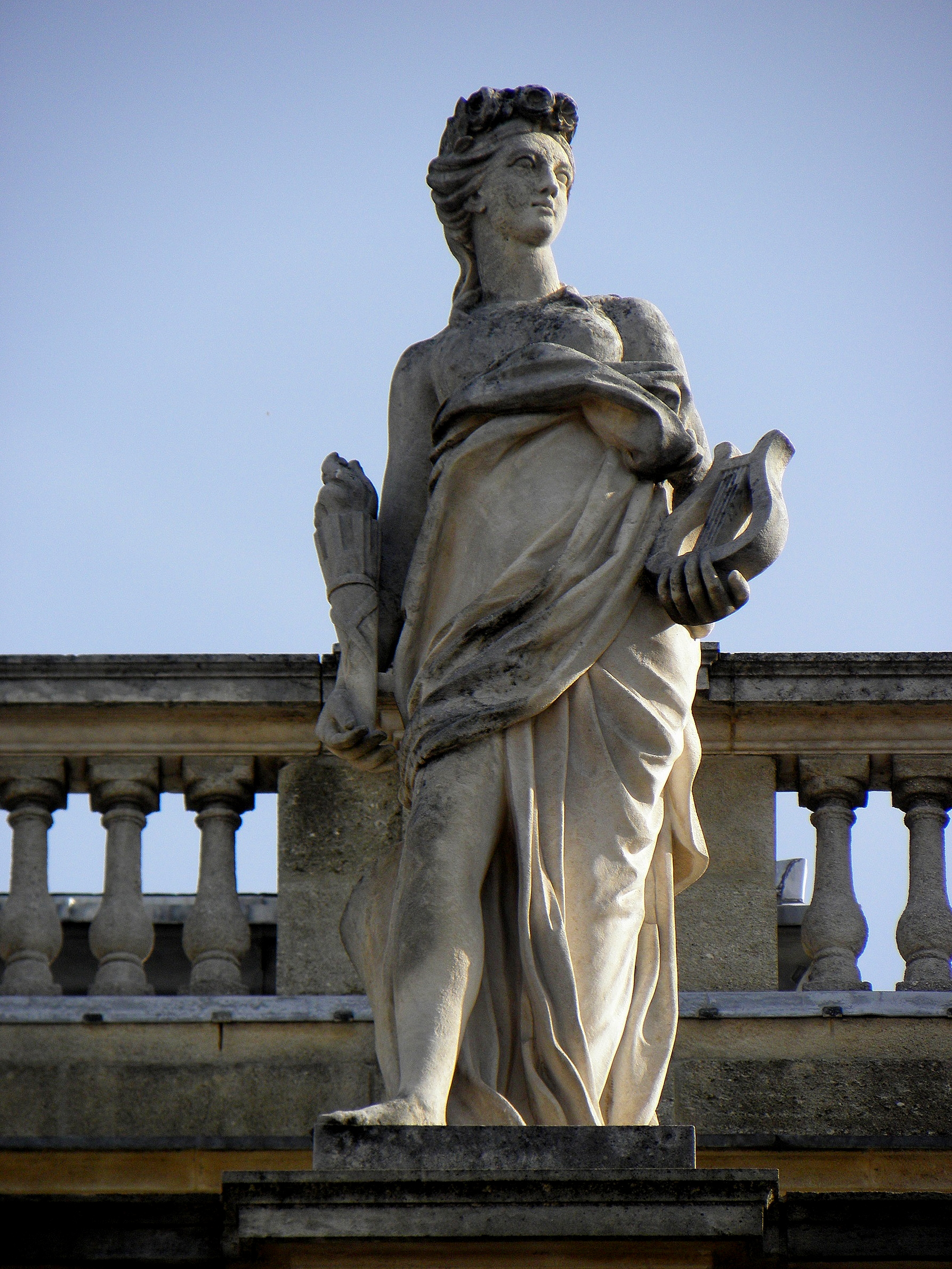
Erato, muse grecque de la poésie lyrique ; attributs : lyre à la main et couronne de roses et de myrte ; Van den Drix.
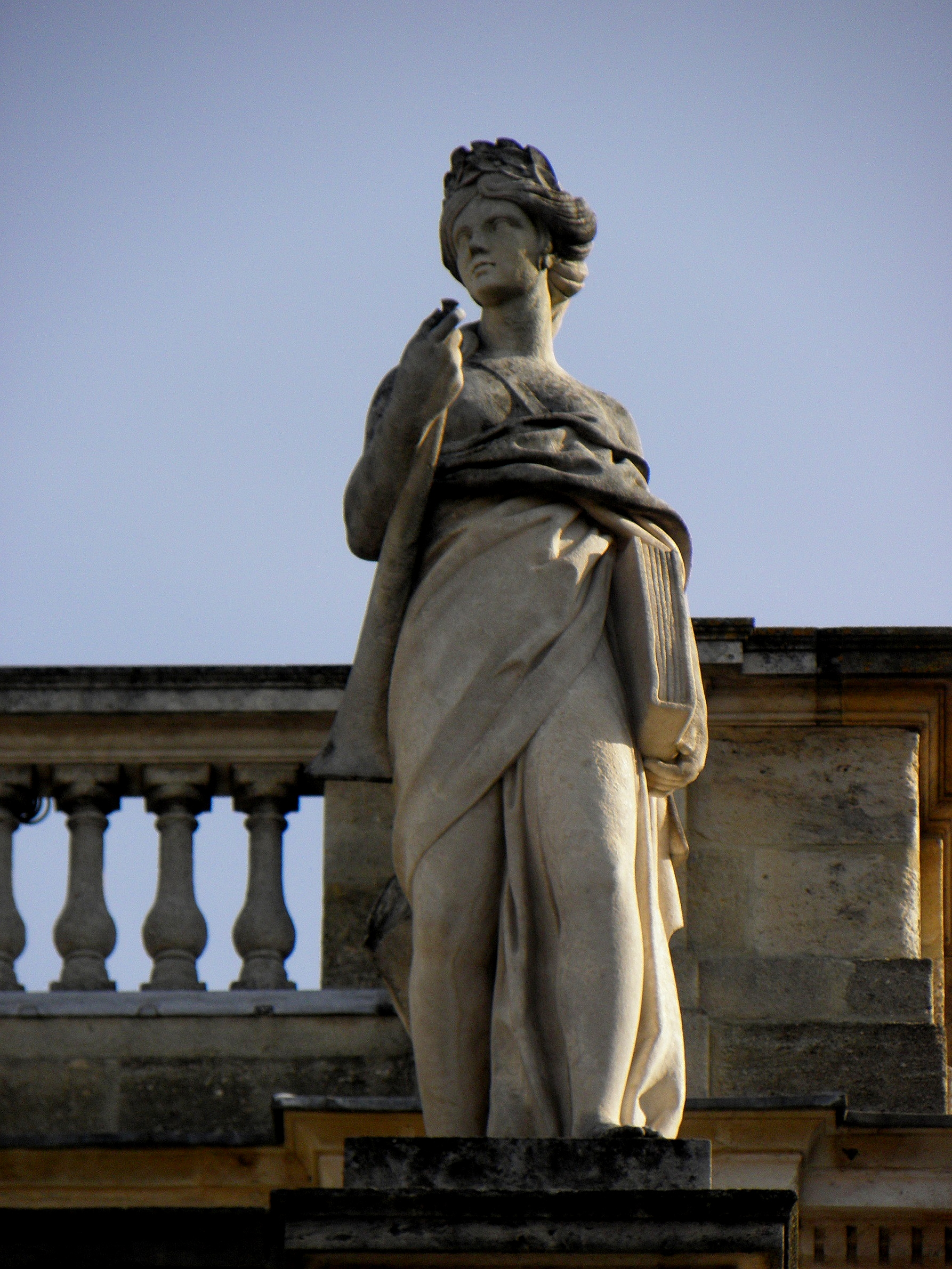
Clio, muse grecque de l'histoire ; attributs : trompette symbole de la renommée et un livre ; Van den Drix.

### L'intérieur
Pour Hugues Gall, ancien directeur de l'opéra Garnier, « Victor Louis est l’architecte à l’origine de toute la conception qu’a développée Garnier. Le Grand Théâtre de Bordeaux l’avait fasciné... avec l’idée de grand salon d’entrée, celle des loges et des corbeilles... ».

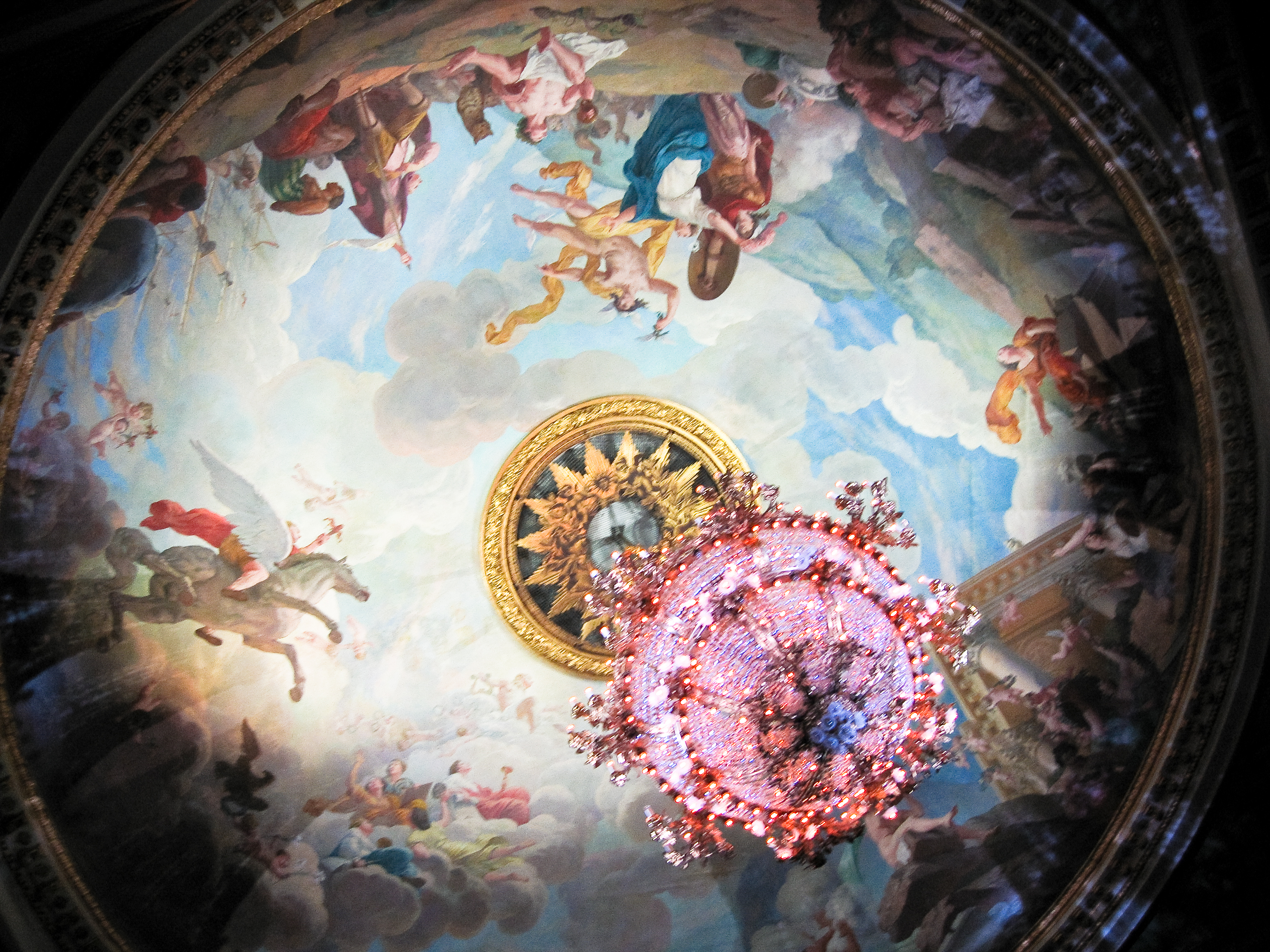
Peinture-plafond par Robin.

#### Salle de spectacle
La salle de spectacle est décorée de bleu, de blanc et d’or. Initialement la salle pouvait accueillir 1 700 spectateurs. Il y a aujourd’hui 1 114 places. Les peintures et dorures sont du peintre décorateur parisien Pierre Jérome Taconet (1737-1779) qui mourut peu de temps après la fin des travaux à la suite d'une chute faite dans cette salle le 17 novembre 1779,.

#### Fresque du plafond de la salle de spectacle

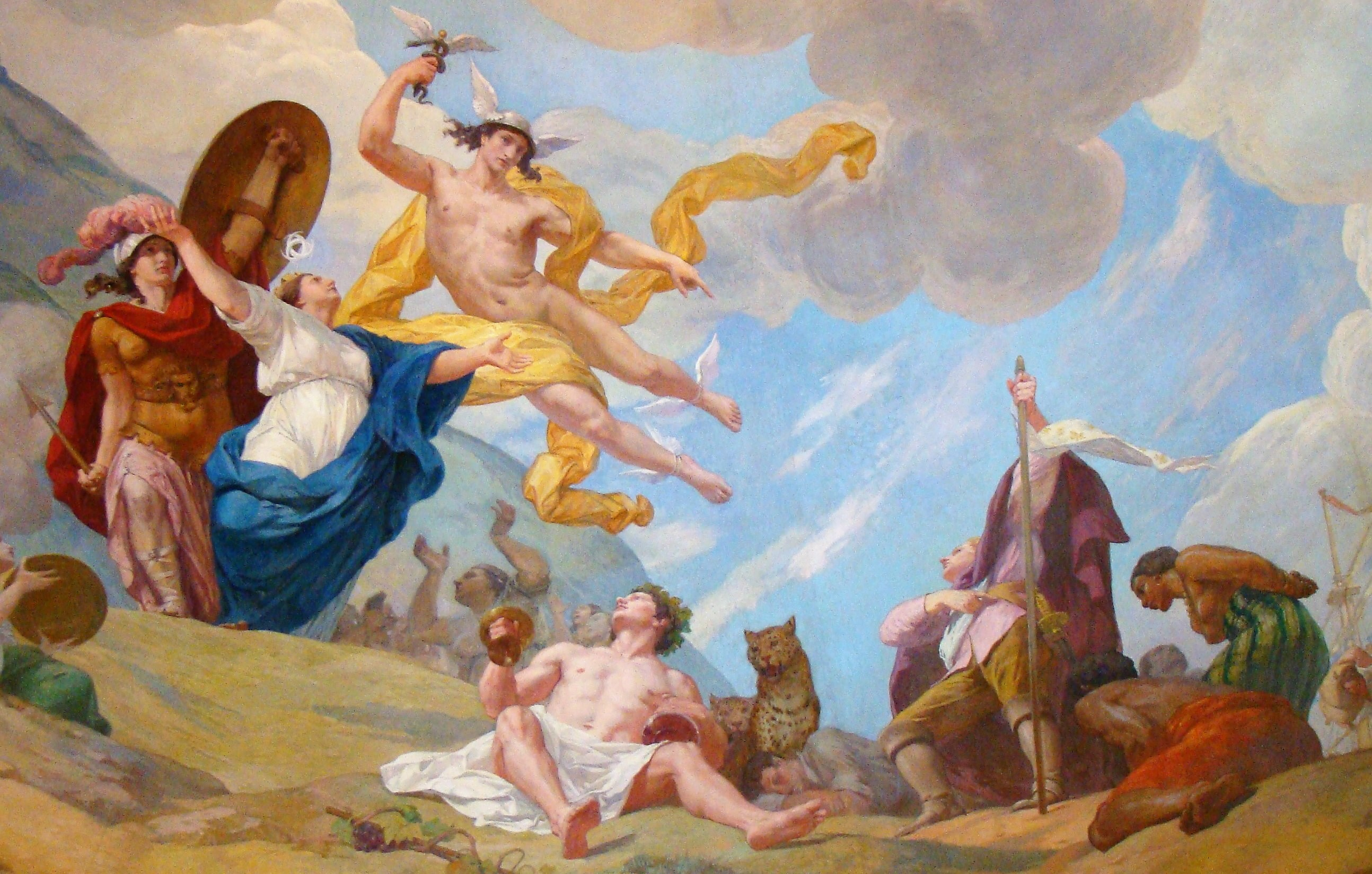
Détail de la fresque montrant les esclaves noirs au pied de l'allégorie de la ville de Bordeaux.

C’est au peintre Jean-Baptiste-Claude Robin que fut confié, à la fin du XVIIIe siècle, le soin d’orner la coupole de la salle de spectacle. Le thème retenu par l’artiste fut « Apollon et les muses agréent la dédicace d’un temple élevé par la ville de Bordeaux ». L’œuvre est un triple hommage, à la fois allégorique et réaliste, aux arts, aux artisans ayant bâti le théâtre (on distingue des tailleurs de pierre et l’angle sud-ouest du bâtiment) et à la ville de Bordeaux. Sur cette dernière scène, la ville, représentée par une femme, surmontée du chiffre de Bordeaux, est protégée par Athéna et Hermès, tandis qu'à ses pieds se trouvent les richesses de la ville : le commerce maritime, le vin, et les esclaves.
L’éclairage originel de la salle provoqua la détérioration de la peinture. De fait, vers 1798, les fumées avaient impitoyablement noirci l’œuvre de Robin qui dut être remplacée. Divers peintres se succédèrent au fil des ans pour offrir le fruit de leur inspiration à la coupole jusqu’à ce qu’en 1917 Maurice Roganeau exécute une fidèle reproduction de la peinture originale. C’est celle que nous pouvons admirer aujourd’hui.

#### Grand escalier
L'escalier d'honneur, à trois volées, conduit à un premier palier desservant une porte imposante, encadrée de deux cariatides du sculpteur Pierre-François Berruer : Thalie et Melpomène. Puis l'escalier se divise en deux nouvelles rampes menant au 2e étage, vers la salle de spectacle et le foyer. Charles Garnier se serait inspiré du Grand Théâtre de Bordeaux, notamment de l'escalier, dans la conception de son opéra parisien.

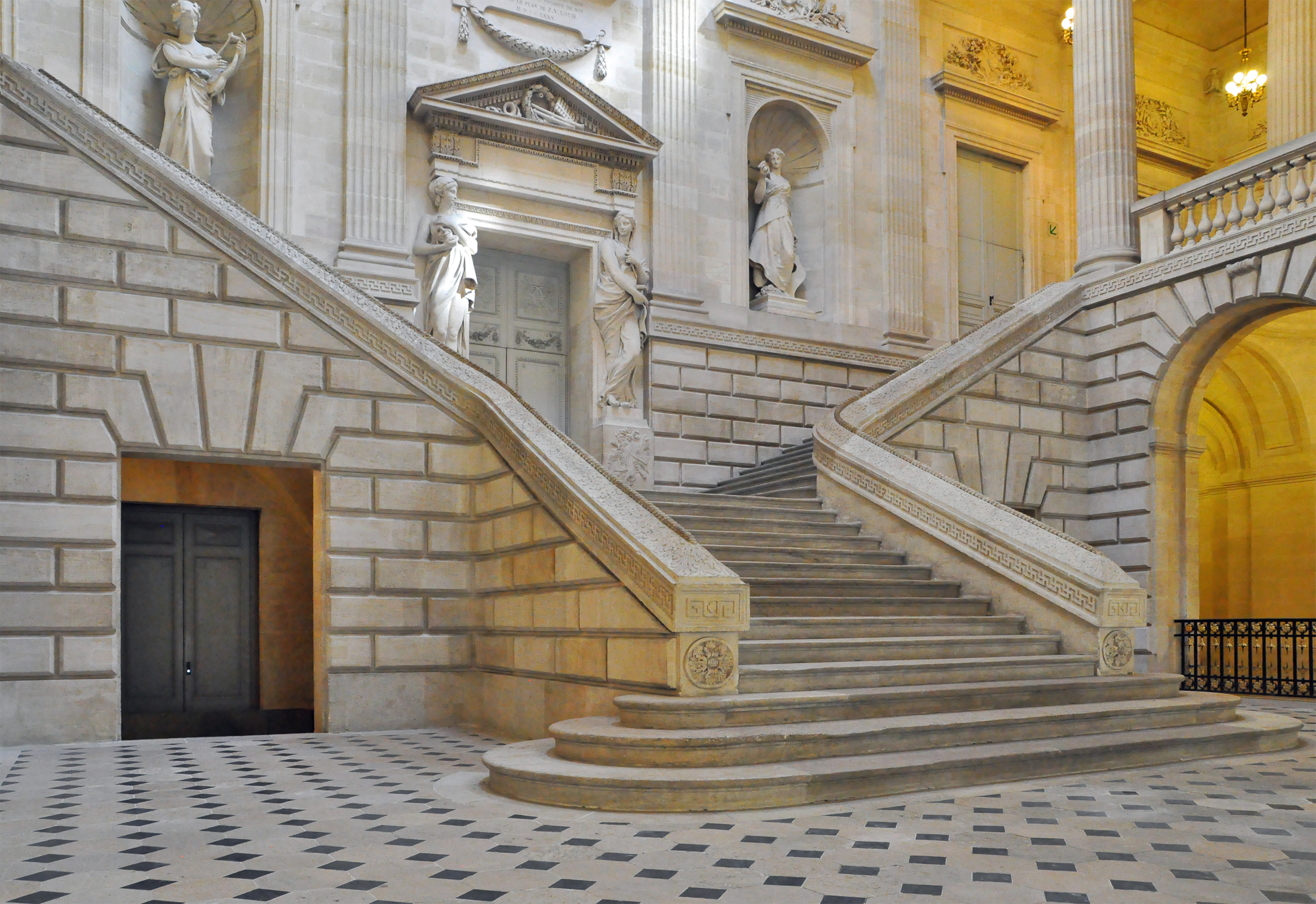
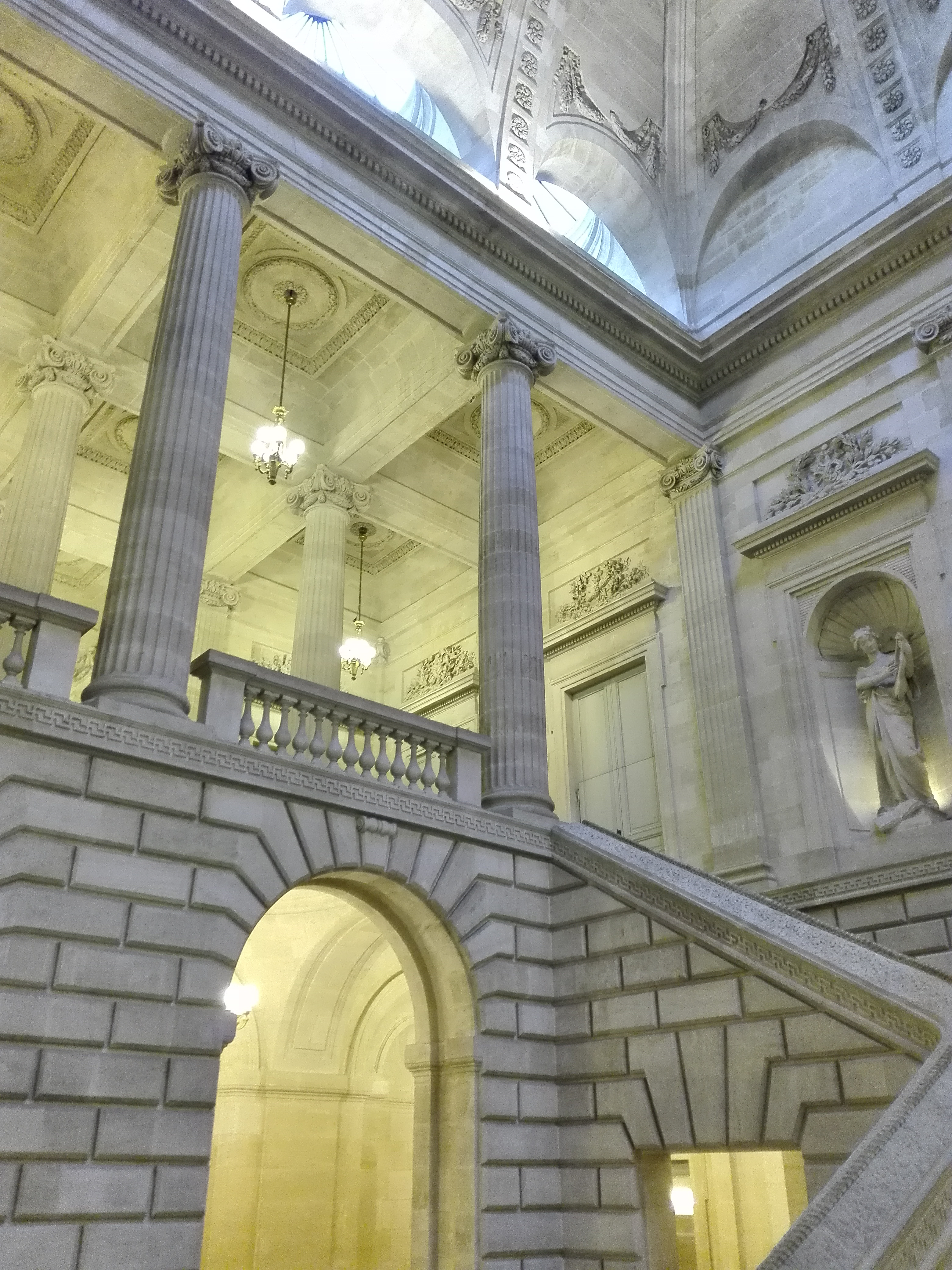
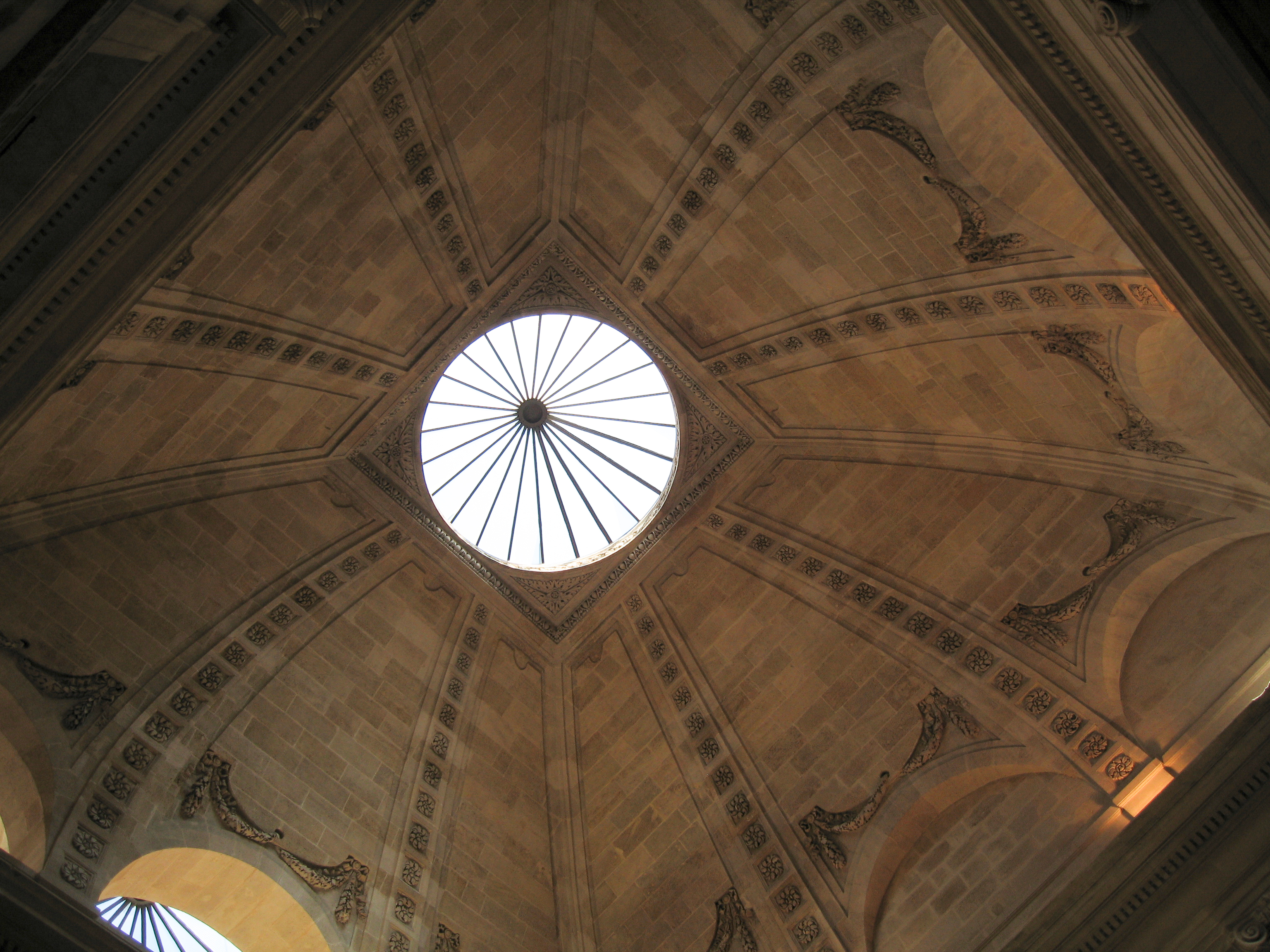
Le dôme.

## Le Grand-Théâtre auxXVIIIeetXIXesiècles
Pour le centenaire du Théâtre en 1870, le sculpteur bordelais Amédée Jouandot réalise la sculpture de Victor Louis. Celle-ci est en phonolite, une pierre volcanique qui donne l'impression du bronze. La sculpture est présentée dans le vestibule. Il est à noter que Victor Louis n'avait pas la silhouette svelte de la sculpture, il était plutôt trapu et de visage rond.

### L'intervention de Richard-François Bonfin (1833)
À la demande du conseil municipal qui avait décidé de la destruction de la salle des concerts telle qu'elle a été conçue un siècle plus tôt par Victor Louis, l'architecte Richard-François Bonfin intervient pour la transformer en « salle de réunions et de banquets ».

### L'œuvre de Burguet (1864-1865)
Trente ans après l'intervention de Bonfin, le conseil municipal de Bordeaux valide, le 20 juin 1864, une vaste campagne de restauration du Grand-Théâtre avec l'architecte Charles Burguet. Celui-ci doit intervenir sur la salle de concert, le foyer public et la salle des Grands Hommes.
Mais au préalable, Charles Burguet doit traiter la stabilité du bâtiment. En effet, lors de la construction initiale, Victor Louis a fait reporter la charge des galeries et des loges sur les colonnes inférieures de la salle des concerts. Or en 1830, lors de la création de la salle de bals, le sol de celle-ci est recouvert d'un plancher en bois dont le poids se reporte sur le plafond du vestibule.
Il transforme complètement la « salle de réunions et de banquets » pour qu'elle redevienne une salle de concerts. Le plafond est élevé, les murs des vestibules sont détruits et remplacés par des colonnes supportant des arcades pour intégrer les anciens couloirs à la pièce centrale qui est « travaillée » pour en améliorer les qualités acoustiques. La partie centrale reçoit en guise d’ultime ornement, les peintures de William Bouguereau. Il exécute en 1865 l’imposante œuvre de forme ovale ornant le plafond. Celle-ci évoque Apollon entouré des dieux de l’Olympe et des muses. Pour cette pièce d’apparat, le peintre réalise également dix-huit écoinçons et quatorze médaillons offrant au public les précieux portraits de compositeurs, dont Mozart, Grétry, Boïeldieu, Rossini, Halévy, Meyerbeer, Beethoven ou encore Auber.
Cette salle est restée telle que Burguet l’avait imaginée. Nommée à tort « Grand Foyer » nos jours, elle acquiert le nom de « Salon Gérard Boireau » en hommage à l’un des plus célèbres directeurs du Grand-Théâtre, disparu en 2004. À l’exception du plafond de Bouguereau restauré à la fin du siècle dernier, cette salle a été restaurée de 2007 à 2008.

Décorations du Salon Gérard Boireau par William Bouguereau
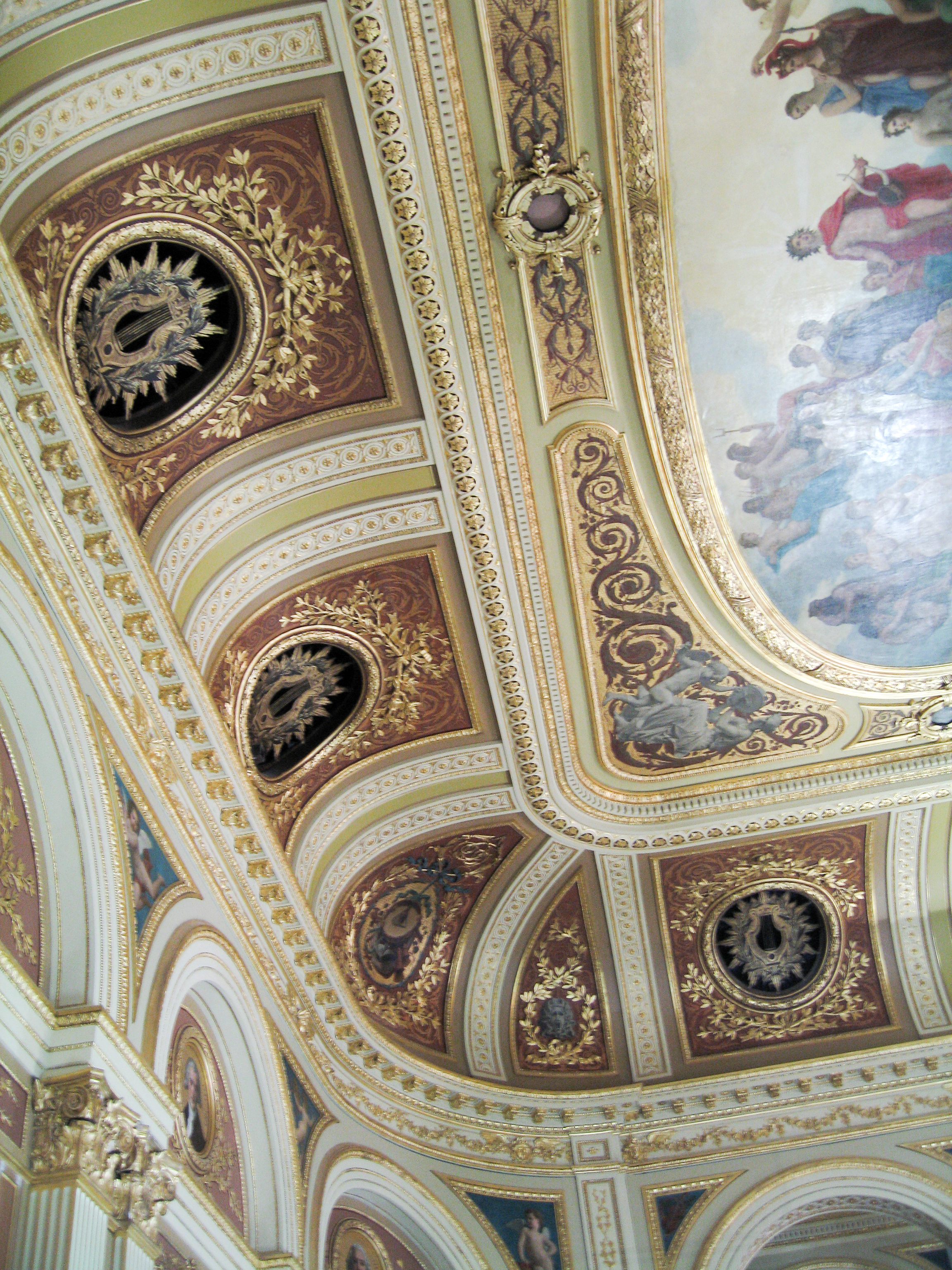
Écoinçon.
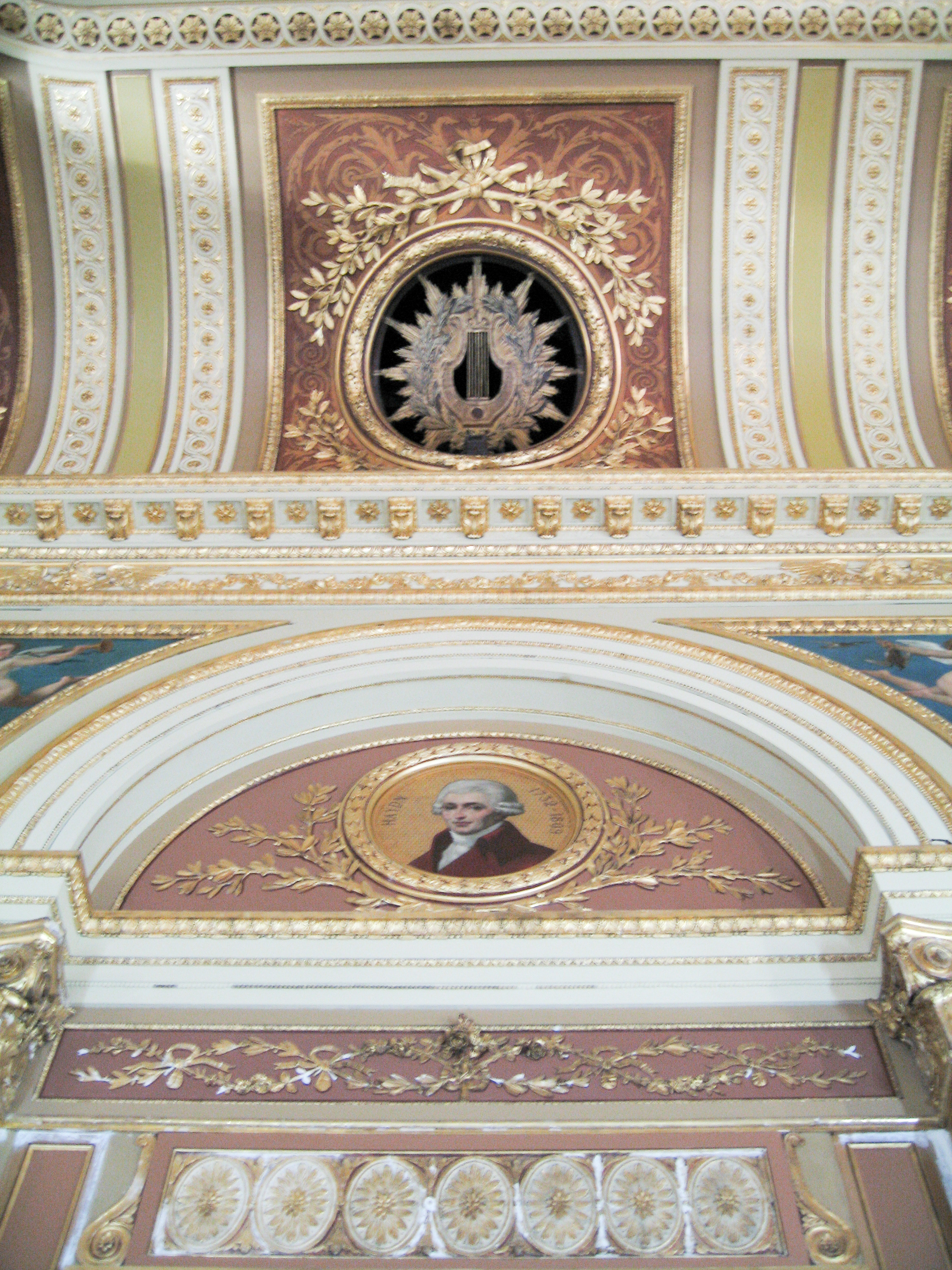
Écoinçon et médaillon de Haydn.
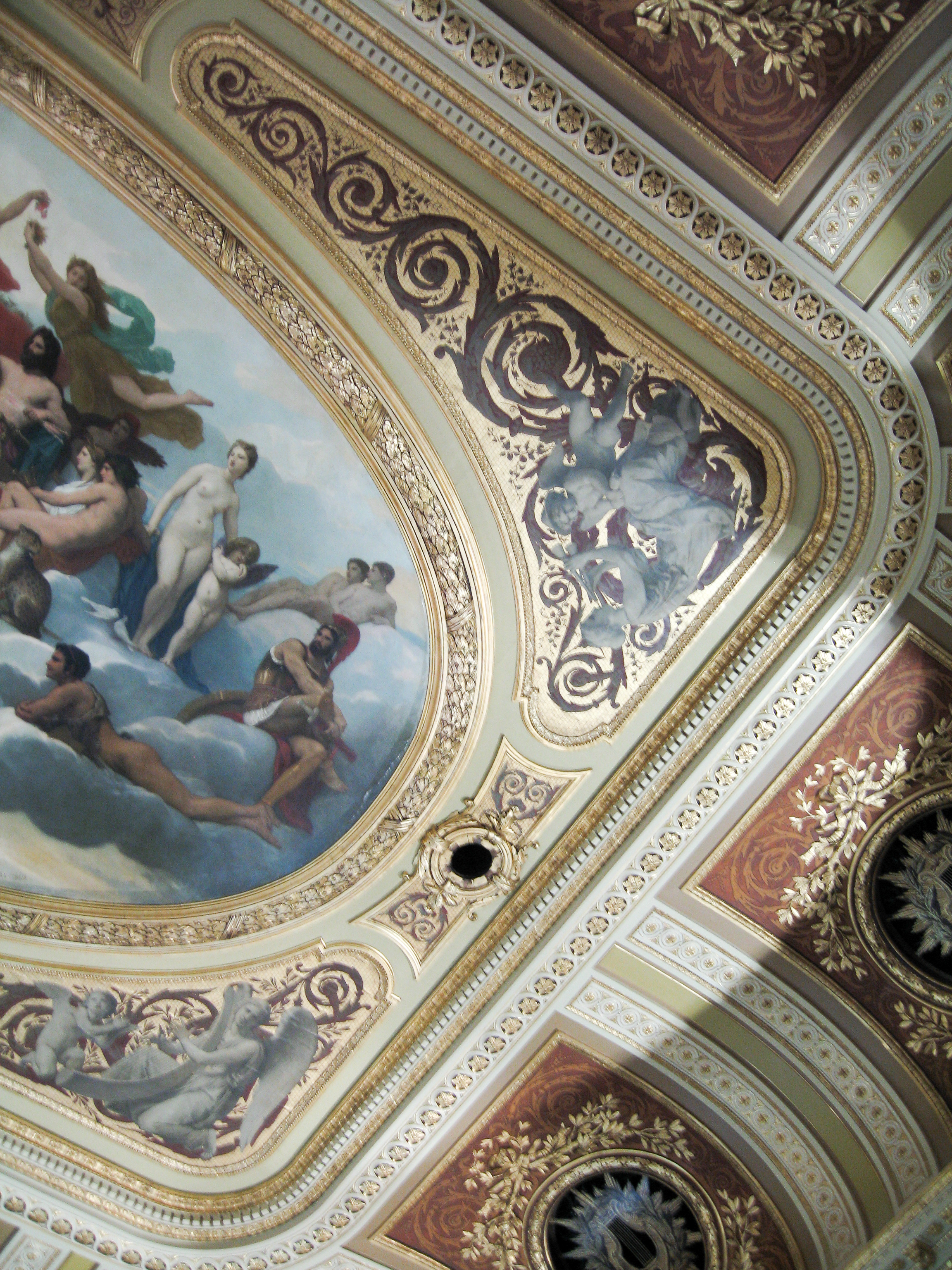
Écoinçon et peinture du plafond.

## Le Grand-Théâtre auxXXeetXXIesiècles
- Pendant la guerre franco-allemande de 1870, la ville de Bordeaux est devenue temporairement la capitale de la France, où le gouvernement français a trouvé refuge[25]. C'est au Grand-Théâtre que siège la première assemblée élue de la Troisième République, proclamée en 1871.

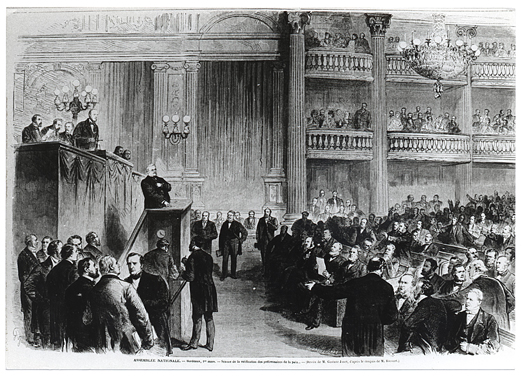
L'Assemblée nationale réunie dans le Grand-Théâtre en 1871.
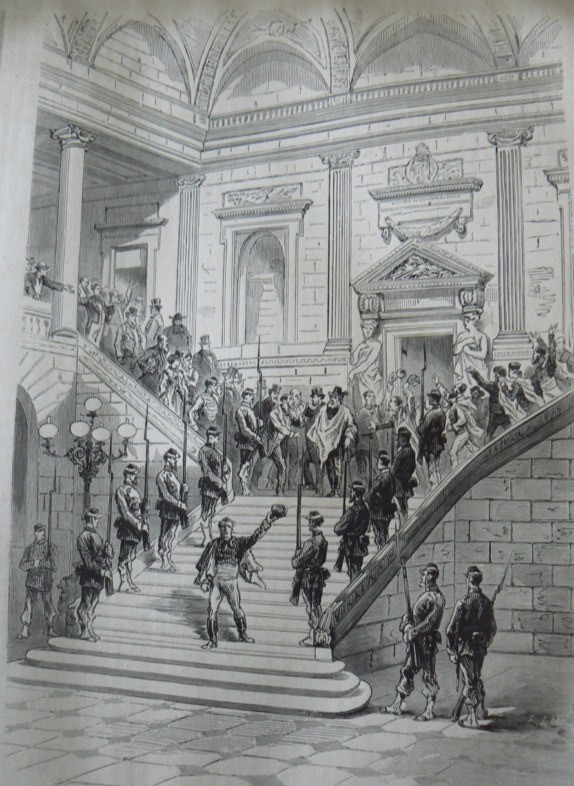
Garibaldi quittant le Grand-Théâtre de Bordeaux sous la haie d'honneur des Gardes nationaux en 1871.

- Le 12 juin 1992, la reine Élisabeth II et son époux le duc d’Édimbourg Philip Mountbatten assistent aux côtés du maire Jacques Chaban-Delmas à un concert de l'Orchestre National Bordeaux Aquitaine dirigé par Alain Lombard.
- Certaines scènes du film Beaumarchais, l'insolent y ont été tournées.

## Costumes

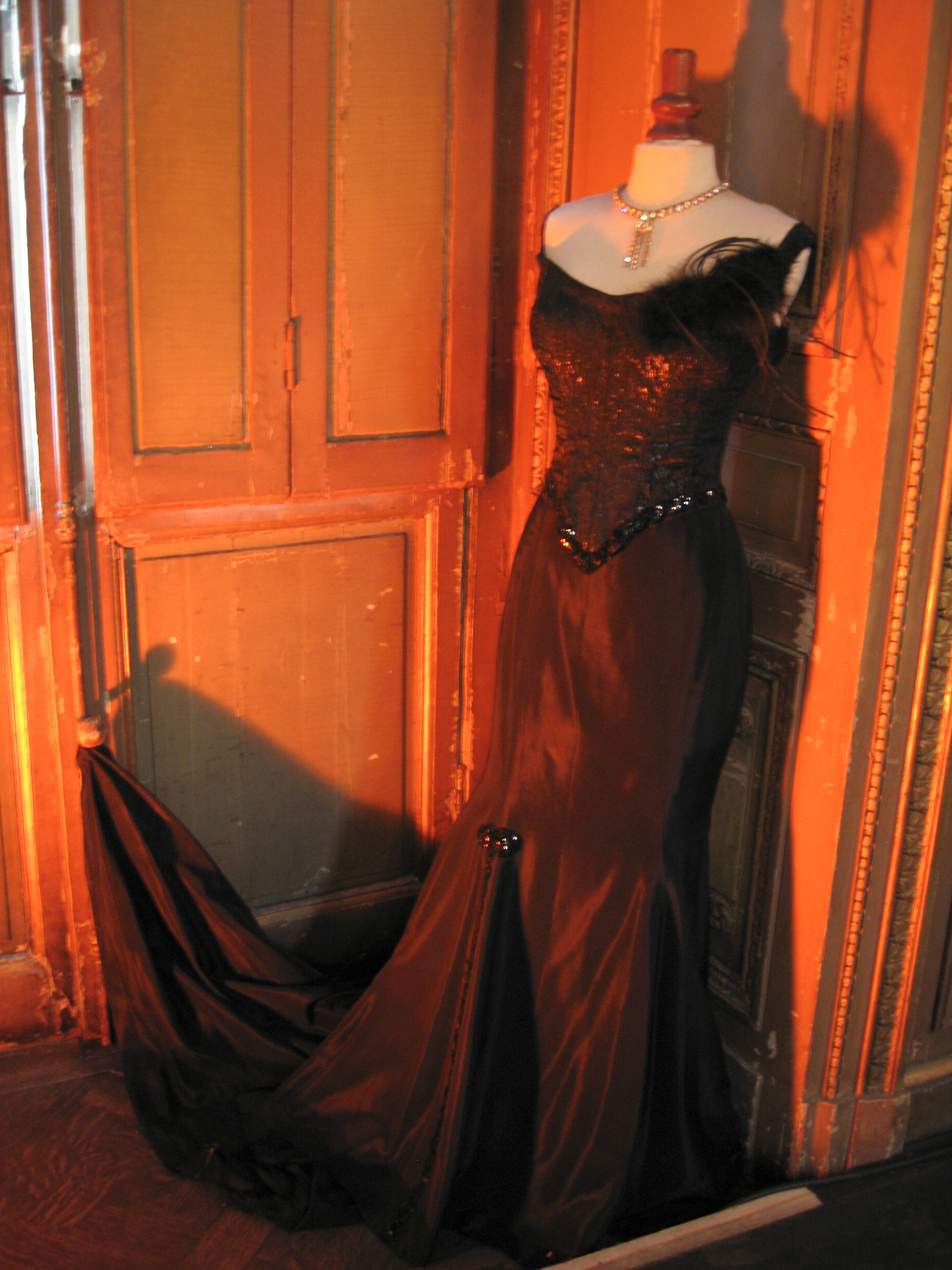
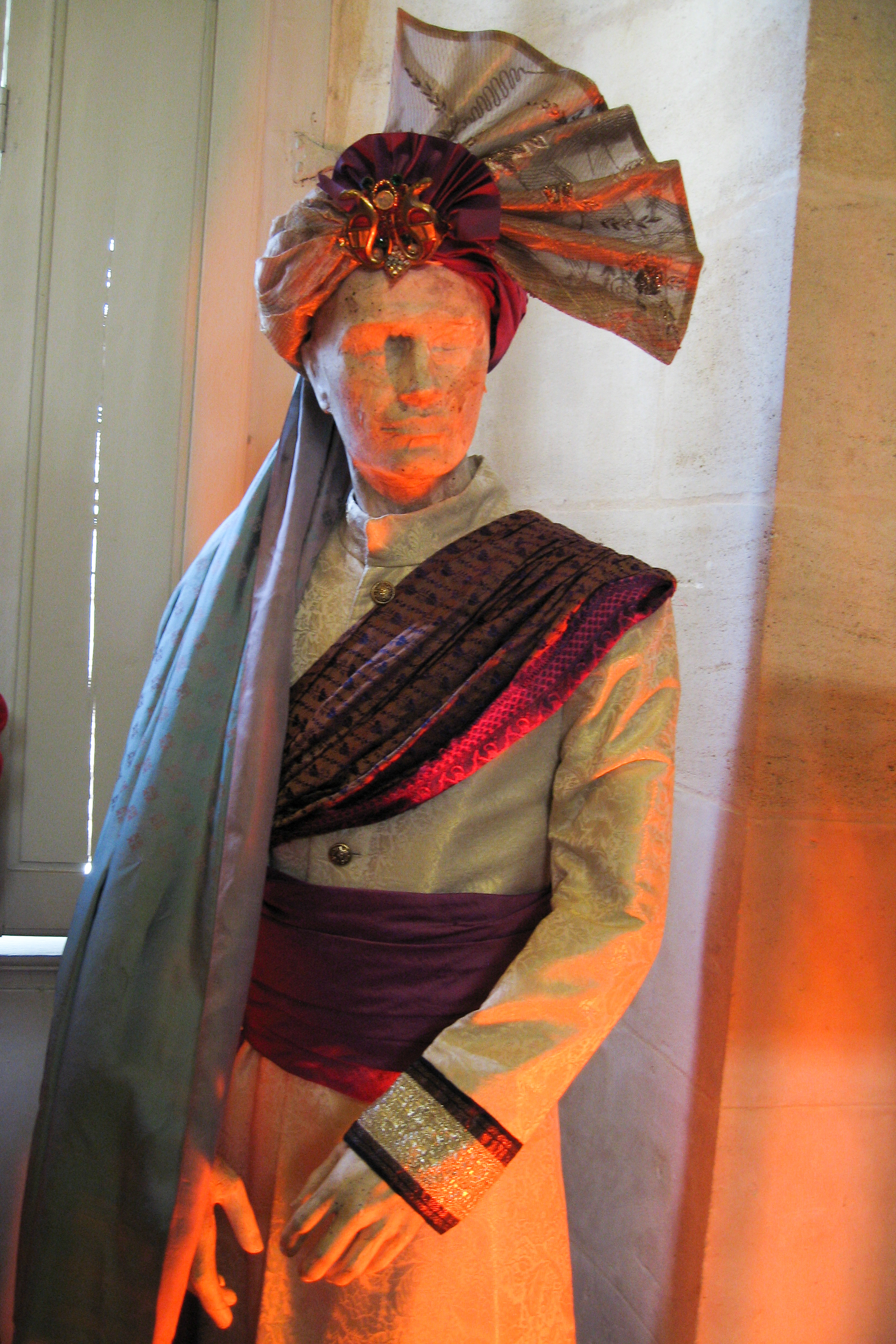
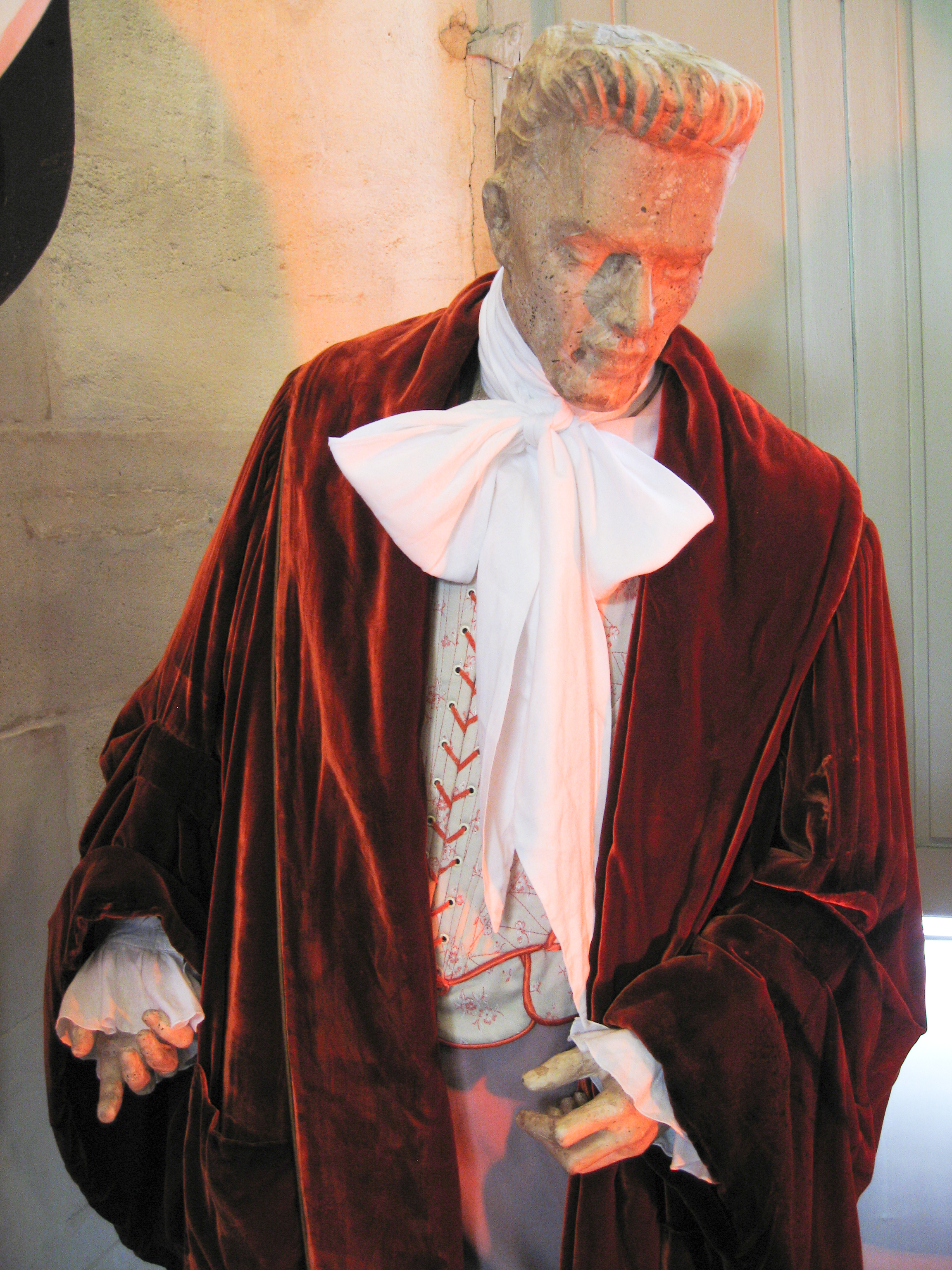

## Propriétaire du Grand-Théâtre
En 1804, le Grand-Théâtre a été affecté au patrimoine des hospices de Bordeaux, devenu aujourd'hui le CHU de Bordeaux, en remplacement de biens aliénés à leur préjudice pendant la Révolution.
Actuellement, la Ville de Bordeaux et le CHU sont liés par un bail emphytéotique de 99 ans, qui rapporte une redevance annuelle de 1 euro.

## Transport
Le Grand-Théâtre est desservi par le tram   (station Grand-Théâtre).

## Galerie

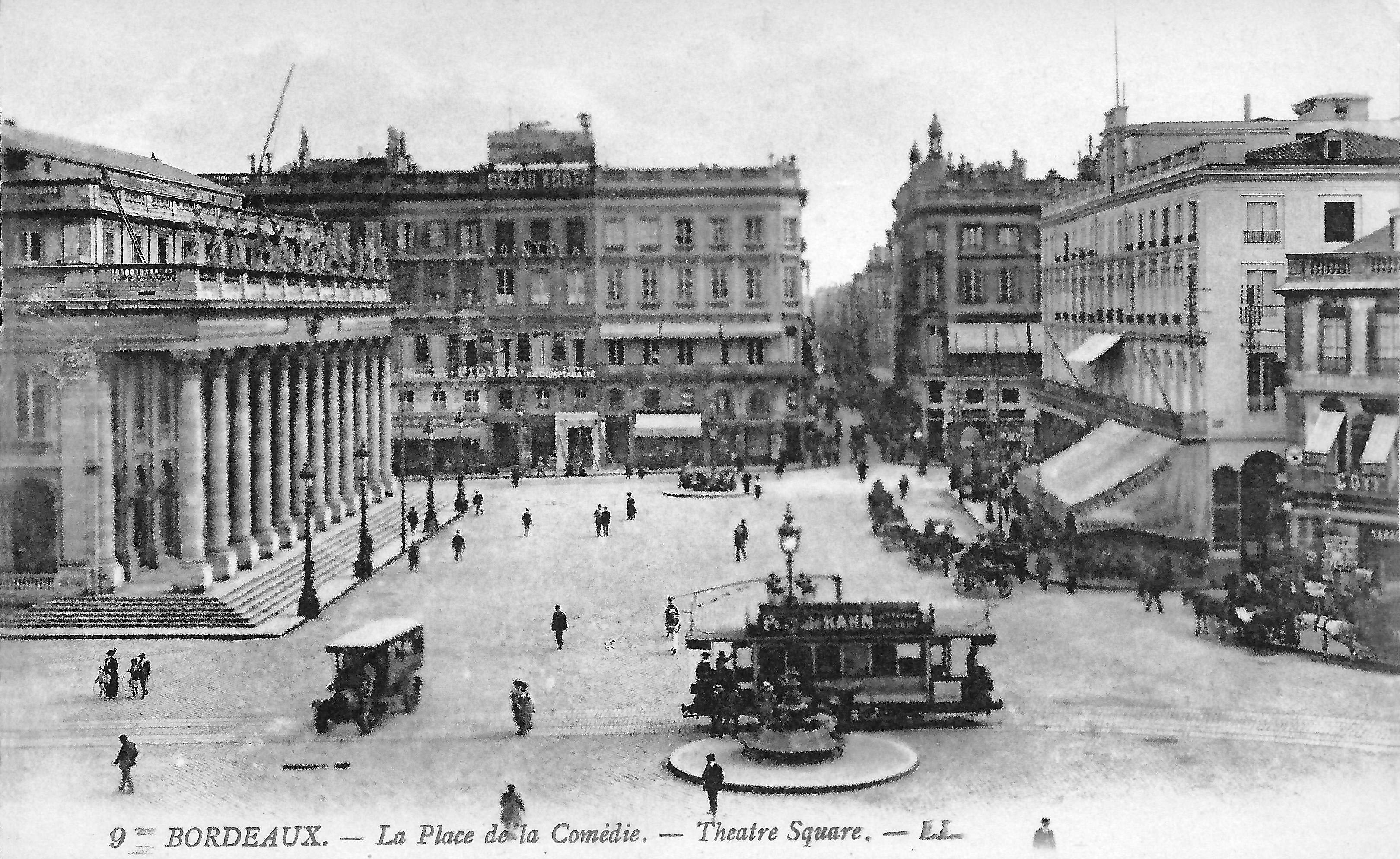
Place de la Comédie en 1900.
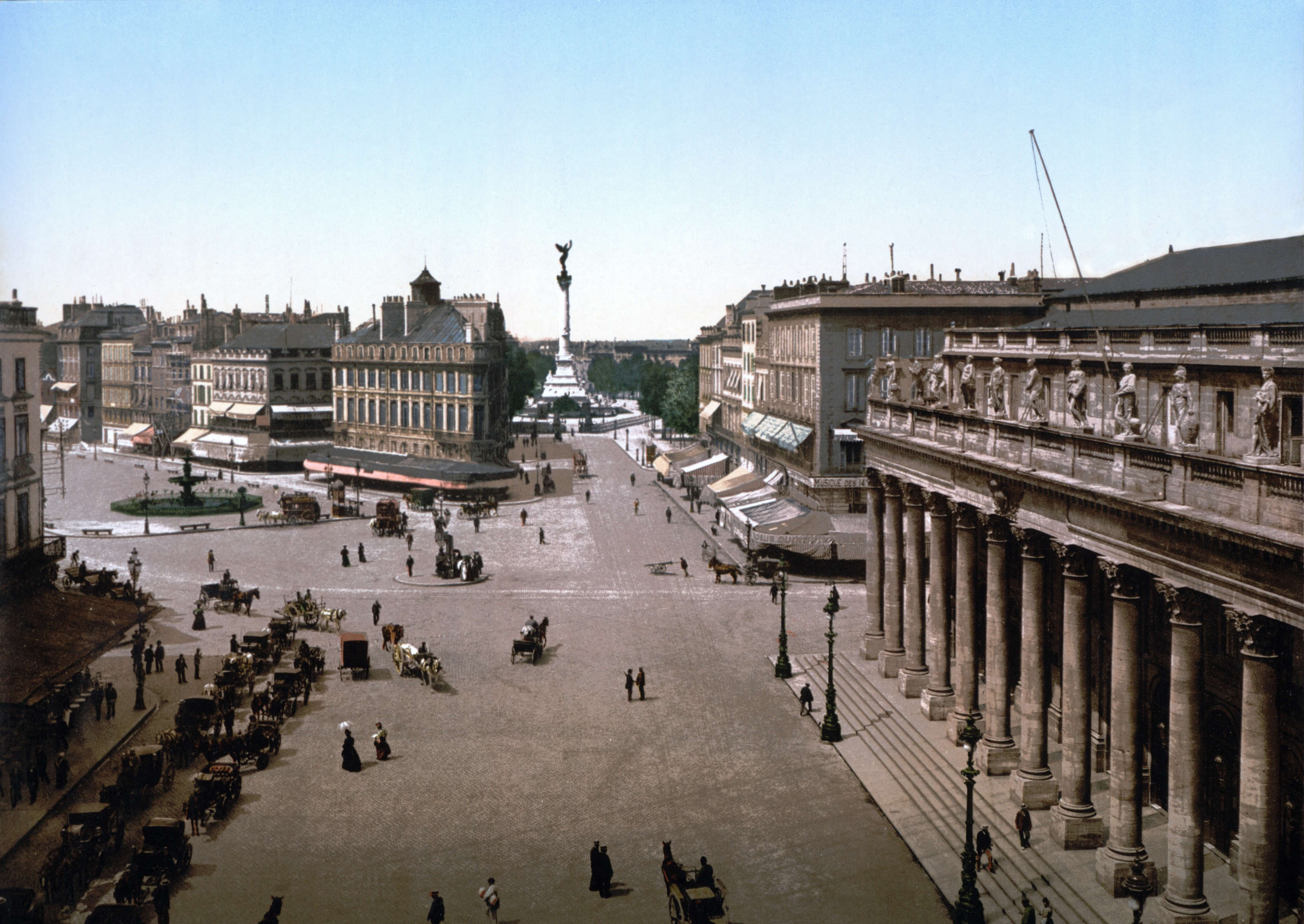
Place de la comédie et cours du XXX-Juillet.
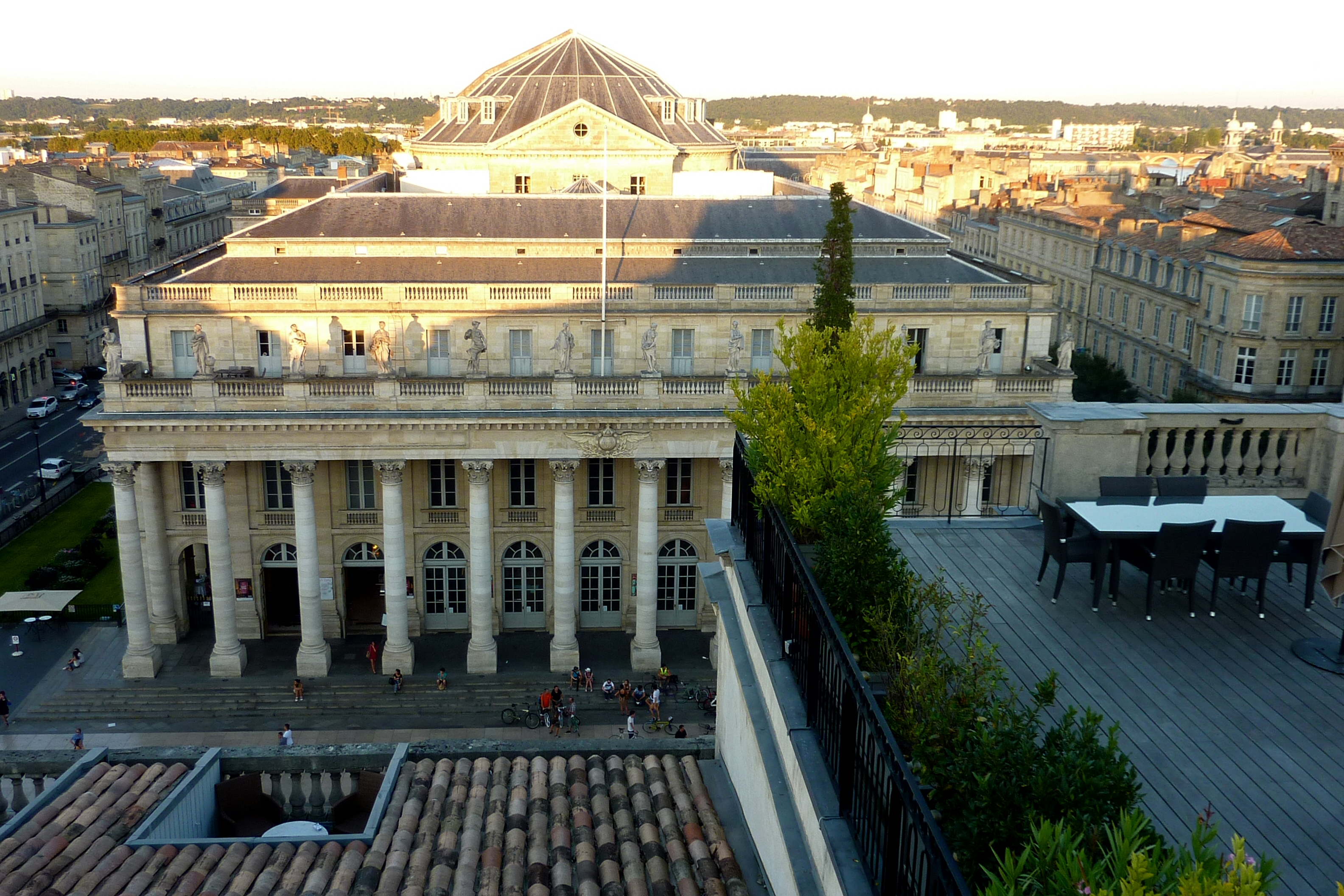
Le Grand-Théâtre vu de la terrasse du Grand Hôtel.
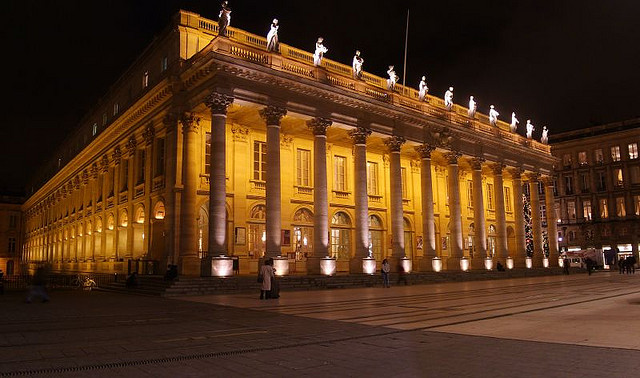
Le Grand-Théâtre de nuit.